# DEATH NOTEの登場人物
原作 - 大場つぐみ、漫画 - 小畑健の作品『DEATH NOTE』の登場人物について述べる。
第一部・第二部で、両方に登場する人物、それぞれのみに登場する人物を分けて記載する。
夜神月・L・弥海砂・ニア・死神についての詳細はそれぞれの記事を参照。

## 第一部・第二部 共通
ここでは第一部、第二部の両方に登場した人物を記す。声は特に記載のないものはアニメ版の声優。演は映画版/舞台版/ドラマ版の俳優。

### キラ
夜神 月（やがみ ライト）
声 - 宮野真守
演 - 藤原竜也（実写映画版）/ 浦井健治・柿澤勇人（舞台版）/ 窪田正孝（ドラマ版）/ 石川樹（ドラマ版幼少期）
1986年（アニメ版では1989年、ドラマ版では1995年）2月28日生まれ。
本作品の主人公。
第一部
17 - 18歳。身長179cm、体重54kg。
私立大国学園高等学校の高校生のち東応大学の大学生。
死神・リュークが落としたデスノートを拾ったことでキラとして暗躍し、犯罪者、そして自分に不都合な者を次々と葬り去っていく。
第二部
23歳。
警察庁情報通信局情報管理課技官。
Lの死後は2代目Lとしてキラ事件を追う振りをしつつ、キラとしての活動を続けるが、思わぬ末路を辿る。
弥 海砂（あまね ミサ）
声 - 平野綾
演 - 戸田恵梨香（実写映画版）/ 唯月ふうか（舞台版）/ 佐野ひなこ（ドラマ版）/ 篠川桃音（ドラマ版幼少期）
1984年（実写映画版では1986年、アニメ版では1987年、ドラマ版では1994年）12月25日生まれ。
第一部
18 - 19歳。身長152cm、体重36kg。
ティーン誌のモデルであり、タレント。
ストーカーから自分を救った死神・ジェラスのデスノートを手にしている。キラに接触するため、ジェラスの知り合いであった死神・レムとともに第二のキラとして事件を起こす。
第二部
24 - 26歳。
女優に転身。月とは恋人関係にある。
ドラマ版
「イチゴBERRY」のメンバー。

### 日本警察
キラの前に為す術もなく、キラの報復を恐れて事件捜査を辞する者が多数出るなかで、命がけで事件に取り組む覚悟を持ったL・ワタリ含む8名で捜査本部が設置される。
夜神 総一郎（やがみ そういちろう）
声 - 内田直哉
演 - 鹿賀丈史（実写映画版・舞台版）/ 松重豊（ドラマ版）
1955年（アニメ版では1958年、ドラマ版では1966年）7月12日生まれ。A型。好きなものは家族、嫌いなものは犯罪。
月の父親。月の計画に巻き込まれ死亡する。
第一部
48 - 49歳。身長181cm、体重68kg。
警察庁刑事局局長で日本捜査本部長でもある。一人称は「私」。
仕事に熱意を抱き、人情に溢れる人柄で部下の信頼も厚い。キラである月に地位を利用されていることに気づいていない。月にキラ容疑をかけられており、そのことでストレスを抱えている。ヨツバ事件ではその正義感ゆえにLと捜査方法をめぐって対立し、一時は分裂した。捜査本部内での偽名は「朝日 四十郎（あさひ よんじゅうろう）」。初登場時（各国警察の国際会議）には、松田から「警視正」と呼ばれていた（単行本で修正）。
キラという殺人犯に対しては、悪の根源は人を遠隔で殺せる能力（＝デスノート）であると考えており、「そんな能力を持ち、使ってしまった人間は不幸だ」という考えを示している。この見解はデスノートの本来の所有者であるリュークに印象を残したらしく、後に彼は総一郎が死んだ時と、実をデスノートで葬った時の二度にわたり、この言葉を思い返している。
第二部
54歳。
警察庁次長兼日本捜査本部長。
マフィアグループとのノート奪還作戦では、リュークと死神の目の取引し、メロの本名を知るも、その正義感ゆえにメロの名前をノートに書くことを躊躇し、背後から狙ったマフィアのメンバー・ホセにサブマシンガンで銃撃される。受けた傷が致命傷となり、メロの名前をデスノートに書くことができず、そして月がキラであるという事実を知らないまま死亡する。命日は2009年（アニメでは2012年）11月11日。
実写映画版
実写映画版での一人称は「俺」であり、眼鏡は会議のときのみ着用している。警視庁刑事部部長。Lの捜査方法に反感を抱いていた。月の18歳の誕生日には六法全書を贈っており、法律を「正しくあろうとした人類の努力の積み重ね」と語っている（その後、渋井丸と出会い法律の無力さに憤った月はその六法全書をゴミ捨て場に捨てている）。高田清美から回収したノートを検証するため、渡米を装う。その後、月によってノートを持ち帰るようにノートに名前を書かれるも、L・ワタリによってあらかじめノートがすり替えられていたため死なず、同時に月がキラであることを知る。月からはキラの思想への理解を求められたが、総一郎は「法律は完全ではない」と非を認めつつ、「お前は独りよがりだ」と拒絶し、月の死を看取った。20日後、死を目前に控えたLに対し、「君と戦えたことを誇りに思う」と敬礼した。家族には「月はキラと戦い、殺された」と伝えている。このことについて、小説『L change the WorLd』では「デスノートを手に入れたことで誰もが持つ『心の中のキラ』の誘惑に負けたという点では、月は本当の意味でキラに殺されたのかもしれない」と語っていた。その後、キラ対策本部をキラ対策室へと改め、新たに立ち上げた。そして、三島創をキラ対策室にリクルートしたが、『Light up the NEW world』ではすでに故人となっている。
ドラマ版
警視庁捜査一課に所属する刑事。階級は不明だが役職は係長。10年前に妻の幸子が危篤状態に陥った際、仕事を優先したことで妻の死に目に会えず、月から連絡が取れなかったことを非難されて以降、確執が生まれている。Lの死後、月を疑うようになり月がキラである決定的な場面を抑える。月には自首を促し、責任を取るためにノートに自身の名前を書きノートを焼却処分しようとする。しかし、ノートは月に奪い返され、月には最期まで理解されないまま死亡。しかし、事前に月を疑っていることを捜査本部に明かしており、ノートに名前を書いたのは月がキラであることのダイイングメッセージでもあった。彼の死によって捜査本部はニアと結束し、月と魅上を追い詰めるきっかけとなった。
松田 桃太（まつだ とうた）
声 - 内藤玲
演 - 青山草太（実写映画版）/ 松原剛志（舞台版）/ 前田公輝（ドラマ版）
1978年（アニメ版では1981年、ドラマ版では1990年）12月14日生まれ。血液型はB型。好きなものは流行物、嫌いなものは地道な努力。ふざけた言動やミスをすることが多く、本作における「コミックリリーフ」役を務めている。また、一般大衆や読者を代弁するような「捜査陣が言いたくても言えない意見」を発言することが多い。
第一部
24 - 25歳。身長174cm、体重59kg。
日本捜査本部の刑事。
警察には「コネ」で入ったと失言するなど、惚けた性格をしているが、正義感は強く、逆立ちで歩行するなど運動神経にも優れている。夜神総一郎を慕っている。「松井 太郎（まつい たろう）」という偽名で、海砂のマネージャー兼監視役を嬉々として務めた。後先考えずに勢いで行動することがあり、ヨツバ編では命がけで活躍をする。
第二部
30 - 32歳（特別編では34歳、新作特別編では40歳）。
日本捜査本部のメンバー。
ミサや高田清美に対して興味を持つ。ほかの捜査本部メンバーと違い、キラを捕まえるという意思を持ちつつもキラの思想に共感している。射撃の腕前はかなりのもので、メロのアジトへ入り込む際とクライマックスの月の悪あがきを阻止するために活かされた。
実写映画版
原作・アニメとは異なり、Lの行動に反発するなどLとは反りが合わない。『L change the WorLd』では登場シーンがすべてカットされてしまったが、ポスターとエンディングクレジットでは記載されている。小説版では登場し、Lに協力。原作で自分が助かるために実行した自殺偽装の作戦を、Lを助けるために実行することになり、偽死体役をやることになった。
2007年12月のジャンプフェスタにてスピンオフ作品の製作が発表され、実際に『L change the World』の特別番組内で放送され、『L change the WorLd』DVDコンプリートセットの「お楽しみディスク」に収録されている（その大半は『L change the WorLd』でカットされたシーン）。
『Light up the NEW World』では、唯一10年前のキラ事件を捜査した刑事として本名のままで「キラ対策室」より引き継がれた「デスノート対策本部」の特別チーム主任を担う。地上に落とされた6冊のデスノートを封印するために尽力するも、紫苑によるキラの力の見せしめとして自身の名前と「笑顔で自殺」と書き記されたデスノートの切れ端を目の当たりにし、その後三島たちの目の前で、ノートに記された通りに、満面の笑みを浮かべながら自分の頭を銃で撃ち死亡した。
ドラマ版
原作同様、ひょうきんでやや惚けた性格。相沢とは凸凹コンビのような関係であり、二人が声を荒げて言い合いをしては総一郎や模木に止められる場面がしばしば登場する。
模木 完造（もぎ かんぞう）
声 - 中井和哉
演 - 清水伸（実写映画版）/ 西野誠（舞台版）/ 佐藤二朗（ドラマ版）
1973年（実写映画版では1979年、アニメ版では1976年）9月13日生まれ。血液型はO型。好きなものは料理、 嫌いなものは自己表現。
第一部
30 - 31歳。身長188cm、体重81kg。
日本捜査本部の刑事。
かなりの大柄だが、寡黙で感情の起伏が小さい性格。仕事をそつなくこなし任務に対しても忠実である。料理がうまく、手先が器用。捜査本部ではもっともLに信頼されている。松田に代わって海砂のマネージャー兼監視役を務めたこともあり、その際にマネージャーとして怪しまれないためにと普段とはまったく違う吹っ切れたキャラクター「体育会系の元気いっぱいマネージャー」を演じるなど、演技力も高い。捜査本部内での偽名は「模地 幹市（もじ かんいち）」。
第二部
36 - 38歳（特別編では40歳、新作特別編では46歳）。
日本捜査本部のメンバー。
日本の捜査本部では私情に動かされない数少ない人物であり、もともと無口なのもあって口が堅く、その精神力はニアをも感心させるほど。第二部ではSPKと接触をとるなど重要な役を担う。キャラクターとは裏腹に料理が得意で、海砂にも褒められている。相沢に触発され、月がキラであることを確信し、ニアを信用することになる。
実写映画版
26歳。
粧裕と面識があり、宇生田とは逆のキャラクター設定になっており、第二のキラのビデオが流された日に心臓麻痺で死亡している。原作と違い、月の名を口にすることはなかった。
ドラマ版
総一郎の部下で捜査一課主任。原作と違い熱い性格となっている。総一郎との信頼関係が強く、月を疑うLに対して明確に嫌悪感を示している。それだけにYB倉庫で月を包囲した際には贖罪を促し、逆に自身を正当化する月に対して激しい怒りを見せた。
相沢 周市（あいざわ しゅういち）
声 - 藤原啓治
演 - 奥田達士（実写映画版）/ 岡田誠（舞台版）/弓削智久（ドラマ版）
1969年（アニメ版では1972年、ドラマ版では1980年）5月11日生まれ。血液型はB型。好きなものは娘、 嫌いなものは不真面目。
第一部
34 - 35歳。身長183cm、体重70kg。
日本捜査本部の刑事。特徴的なアフロヘアーをしている。
夜神総一郎が一時警察を辞めたとき、形ばかりではあったものの警察庁下の捜査本部長に就いた。Lである竜崎のやり方に多少の不満と猜疑を抱いている。ヨツバ事件ではキラ寄りの政治家たちの圧力による警察の捜査打ち切りの際に、Lが総一郎・松田・模木の3人と同様に辞職してまで捜査に参加するのかどうか確かめていたことを知り、憤然として捜査本部を離脱する。その後も正義感とキラ逮捕への執念は強く、独自にキラを追い、事件解決後は捜査本部に復帰。捜査本部内での偽名は「相原（あいばら）」。
家族に妻・恵利子（えりこ、声 - 稲垣美和子）と娘・由美（ゆみ、声 - 有島モユ）ともう1人の子供がいる。
第二部
40 - 42歳（特別編では44歳、新作特別編では49 - 50歳）。
日本捜査本部のメンバー。
長年のキラ捜査もあいまって不精髭が特徴的となっており、当初は第一部から引き続きアフロヘアーだったが、変装のために短髪にする（アニメ版では散髪の際に、名残惜しむような顔をしている）。捜査本部のメンバーの中で、第一部とは容姿がもっとも変わった人物。ニアに触発され、独断でSPK・ニアと接触。夜神月の行動の不可解さから月＝キラの疑念を抱くようになるが、やがてその疑念は確信へと変わっていく。
実写映画版
原作と異なり、捜査本部を脱退していない。
ドラマ版
後述の伊出が登場しないため、松田の言動に突っ込みを入れるポジションが彼になっている。
伊出 英基（いで ひでき）
声 - 石川英郎
演 - 上野聖太（舞台版）
1969年（アニメ版では1972年）9月29日生まれ。血液型はB型。好きなものは文学、嫌いなものはバラエティー番組。
第一部
34 - 35歳。身長170cm、体重62kg。
警察庁の刑事。眉毛がないという外見的特徴がある。
命がけでキラ逮捕に乗り出していたが、Lを信じることができず、捜査本部から外れる。のちに信用できる者を集め、独自にキラ捜査を再開する。相沢がLから離れたあとは相沢にその指揮を託した。
第二のキラ事件では過労による心臓発作を押して予告放送を中止させた総一郎を警官隊に護らせながら迎えに出たり、ヨツバ事件ではLの捜査本部から外れた相沢から事件の状況を聞かされ、死神の目を持つ逃走中のヨツバキラをスモークフィルム張りのパトカーで待ち伏せて阻止したりするなどの活躍をしている。
第二部
40 - 42歳（特別編では44歳、新作特別編では49歳）。
日本捜査本部のメンバー。
第二部までの空白期間に捜査メンバーに復帰した。仕事をそつなくこなし、特に相沢に信頼を置いている。捜査本部内で月に対するキラ容疑が強まっていくなか、自身も彼に対して少なからず疑念を抱いていく。一方、ニアに対しても当初から不信感を見せ、海砂・模木の拉致騒動が起こった際は激しい怒りを見せるなど、中立的なポジションを貫いた。
恋愛にはかなり疎く、月と高田による密会時の会話についていけない場面も見受けられた。捜査本部内では松田ほどではないものの、キラを捕まえるという意思を持ちつつ、その思想に多少なりとも共感している。また、松田の挑発に対して本気で怒ったり、突っ込みを入れるなど、彼との凸凹コンビぶりを見せた。
実写映画版
登場しないが、その代わりに実写映画版オリジナルである佐波刑事（後述）が登場する。
ドラマ版
未登場。

### 月の家族
夜神 粧裕（やがみ さゆ）
声 - 工藤晴香
演 - 満島ひかり（実写映画版）/ 前島亜美（SUPER☆GiRLS）（舞台2015年版）, 髙橋果鈴（舞台2017年版）, 西田ひらり（ONE CHANCE）（舞台2020年版）/ 藤原令子（ドラマ版）/ 杉堀佑衣（ドラマ版幼少期）
1989年（アニメ版では1992年、ドラマ版では1999年）6月18日生まれ。血液型はO型。
月の妹。
第一部
14 - 15歳。身長147cm、体重38kg。好きなものはアイドル、嫌いなものは難しいこと。
私立英集中学校の2年生。
裕福な家庭に生まれ育つ。明るく活発的で、兄の月とは違い、裏表のない素直な性格の持ち主である。月によく勉強を教えてもらっている。総一郎、月を慕っている。「ぎゃっ」という台詞を多用している。人気アーティスト流河旱樹の大ファンでもある。
総一郎曰く「デスノートを手にしたら嫌いな子の名前をうっかり書いて泣いちゃうような子」らしい。
第二部
20 - 21歳。身長163cm、体重45kg。好きなものは靴、嫌いなものは酒。
大学生。
才色兼備の女性へと成長し、大学生活を送っていたが、多貴村警察庁長官誘拐事件で多貴村が死んだため、マフィアグループに新たな人質として誘拐される。デスノートとの交換取引の際に解放されるも、精神的ショックにより心に深手を負い、その後は休学して療養生活に入る。総一郎・月の死後の様子については描かれていないが、11巻に1コマだけ、成人式に出た粧裕の姿が描かれた。
実写映画版
設定を中学生から高校生に変更。前編からキラを「よくない」とする発言をしており、後編の第2のキラ事件において目の前で模木をはじめとする警察官たちが殺されたことで、第2のキラをカメラの前で公然と「人殺し」と否定するなど、芯の強い存在として描かれている。月がキラであったことは原作同様知らされず、総一郎から「月はキラと戦って殺された」と伝えられている。
夜神 幸子（やがみ さちこ）
声 - さとうあい
演 - 五大路子（実写映画版）/ みやざきしほ（ドラマ版）
1962年（アニメ版では1965年）10月10日生まれ。血液型はO型。好きなものはテレビドラマ、嫌いなものはセールス。
月の母親。専業主婦。
第一部
41 - 42歳。身長158cm、体重50kg。
温厚な良妻賢母であり、優等生の月を誇らしく思っている。旧姓は田中。
第二部
47 - 48歳。
キラ事件で誘拐後の粧裕の静養生活に入りながら総一郎や月の2人を温かく見守るが、徐々に家庭崩壊に苦しみ、精神的に追い詰められている。アニメ版では総一郎が死んだあとに、骨壺らしきものとともに泣き崩れる姿を見せている。
実写映画版
海砂を知っていたりと、ミーハーな一面も見せている。月の死去1年後の月の誕生日にはケーキを作り、月を偲んだ。
ドラマ版
故人。月がデスノートを拾う10年前、奇しくも総一郎が音原田を逮捕した日に危篤状態になり、病状が回復することなく息を引き取った。総一郎は死去の瞬間に立ち会えず、それが月と総一郎の間に確執を生むきっかけとなってしまう。

### その他
出目川 仁（でめがわ ひとし）
声 - 茶風林
演 - マギー（実写映画版）
1966年（アニメ版では1969年）4月4日生まれ。血液型はA型。好きなものは金、嫌いなものは活字。
民放テレビ局さくらTVのディレクター。
第一部
38歳。身長164cm、体重74kg。
小太りで、眼鏡をかけている。視聴率のためなら手段を選ばない、金と権力を求めるエゴイスト。キラ事件をどこか面白がっている節があり、第二のキラから送られた声明テープをさくらTVで放送する。その後、捜査本部のヨツバキラ確保の計画に協力している。
第二部
43歳。
長年にわたりキラに賛同する番組を放送し続け、多くのキラ信者から信望されるようになる。利己的な性格は変わっていない。キラに任命され、さくらTVの番組「キラ王国」で代弁者を務める。しかし、自ら率いた暴徒化キラ信者によるSPK本部襲撃作戦後、代弁者としての立場を利用しての私欲にまみれた言動が目立つようになる。結果月に危険視され、新たにキラの代行者となった魅上の独断でほかの幹部もろともデスノートで一斉粛清される（アニメ版では他の幹部が粛清されたあとに命乞いをしたが、結局粛清された）。
実写映画版
後編から登場し、名前は「出目川 裕志（でめがわ ひろし）」。原作と異なり、痩せている。出世欲の強い西山冴子と関係を持ち、高田清美に対してセクハラを行うなど俗悪な一面も見せる。原作同様、視聴率のためなら手段を選ばない性格だが、第3のキラ事件以降キラに関わることはなく生き延びている。
高田 清美（たかだ きよみ）
声 - 岡村麻純（第一部）、坂本真綾（第二部）
演 - 片瀬那奈（実写映画版）
1985年（アニメ版では1988年）7月12日生まれ。血液型はAB型。好きなものは頭のいい男、嫌いなものは頭の悪い女。
第一部
18 - 19歳。身長166cm、体重44kg。
東応大学生。月の恋人の1人（同級生曰く「高田の方から告白した」とのこと）。
周囲から「ミス東大」と呼ばれるほどの美貌を持つ才色兼備の女性。プライドが高い性格。彼女もまたキラ信者である。一部の学生からは「清楚高田」と呼ばれている。月は第二のキラであるミサとの接触をごまかすためのカモフラージュとして多くの女性と付き合ったが、彼女もその一人だった（月は彼女とミサのほかにユリ、シホ、エミ、マユなどの女子と恋人関係にあった）。
第二部
24歳。
大学卒業後、公共テレビ局NHNの報道番組「NEWS9」のアナウンサーとして活躍。女子アナランキング2位という人気を博していた。愛称は「タッキィ」。
月のことを忘れられずにいた中、「T」と名乗るキラ（仕事上関係を持っていた魅上照）に見込まれ、私利私欲に走りすぎて粛清された出目川の後任者として新たなキラの代弁者に選ばれる。
海砂に対しては月をめぐる敵対意識を持っており、彼にはふさわしくない存在だと思っている（作中で一度、月に殺害を促したことがある）。
キラ信者からは「新世界の女神」として崇拝を受け、代弁者になってからは非常に多くのキラ信者のボディーガードを持ち、レスターからは「米大統領以上」と言わしめるほど。
ニア曰く「成績が優秀なだけのただの馬鹿」。事実、日本捜査本部のメンバーから疑惑を持たれ、身動きの取れない月に代わって魅上との連絡役をさせられたり、デスノートの切れ端を使った犯罪者の裁きまでやらされるなど、月にうまく利用され続けた（おまけに、ミサが第2のキラだと知らされて、ミサと今の自分の立ち位置が同じだと気づいても、自分は選ばれたからだと都合よく解釈していた）。さらに協力してからは、代弁者としても今までわきまえていたキラ崇拝振り（ニア曰く「バカ丸出し」）を自分の意見として表していた。
2010年（アニメ版では、2013年）1月26日、マットの催涙弾攻撃を受けて、護衛として潜入していたリドナーの誘導によりメロに誘拐される。隠し持っていたノートの切れ端でメロを殺害し、月の指示でできるだけの犯罪者裁きを行うが、月と魅上の2人によってキラとしての証拠隠滅のためにノートに名前と死因を焼身自殺と書かれる。その結果、月の方のノートで長野県軽井沢町近郊の教会でトラックごと火をつけて自殺、メロとともに焼死体となって発見される。この死こそが長きにわたるキラとLの戦いの雌雄を決する鍵となる。
SP『リライト2 Lを継ぐ者』では、Xキラの正体を魅上と知っており、彼と同じくノートの所有者で、さらに「死神の目」を持っているという設定である。
実写映画版
後編から登場。月が大学生のときからすでにニュースキャスターを務めている。月とは面識がなく、容姿や性格も大幅に異なる。勤めているのはNHNではなく、出目川と同じさくらTV。西山冴子にメインキャスターの地位を奪われたことに苛立ちを覚えている。そのせいか、レムによって第三のキラに任命された（原作のヨツバキラに代わる役割となっている）。また、原作のヨツバキラと違い、ジェラスのノートを渡されている。月とLによる偽の報道に騙され拘束された後、ノートに触れて記憶を取り戻した月によって隠し持っていたノートの切れ端に名前を書かれ、心臓麻痺で死亡。
スティーブ・メイスン
声 - 小形満
FBI長官。
第一部
日本警察関係者の中にキラの存在を嗅ぎつけた初代Lの依頼を受け、12人の捜査官を日本に派遣して内偵させるも、キラによって捜査官全員を殺害される。そして自身もこのことで責任を問われてキラの報復を受けるのを恐れ、Lとの捜査を打ち切り、日本警察に内偵していたことを暴露した。
第二部
SPKのメンバー。
ニアに協力し、SPKの結成をサポートする。のちにメロにより死亡。
実写映画版
FBI捜査官殺害に利用され、心臓麻痺で死亡している。

## 第一部
ここでは第一部のみに登場した人物を記す。

### 日本捜査本部（第一部）
別名「凶悪犯連続殺人特別捜査本部」。キラ事件でのICPO（国際刑事警察機構）会議にて「キラ日本潜伏説」というLの推理を基に警察庁に設置される。
当初はLの捜査協力として約50名の捜査員が所属していた。しかし、キラの犠牲回避やLへの不信感を理由に脱退する者が続出し、Lの指示で日本警察内部を調べていた12人のFBI捜査官がキラに皆殺しにされると、夜神総一郎は命がけでキラを追いたい者だけ残るよう求めたため、捜査員の大半が捜査本部から脱退した。
Lと5人の捜査員の初対面時、Lは捜査員たちの無能ぶりに言葉にこそ出さないが、不安を感じていた。さらに総じて私情を差し挟みすぎるきらいがあり、Lのときには手段を選ばない不法な捜査手法に反発する捜査員も多く、彼の指令についていけないことがしばしばであった。
やがて、夜神月も過去に保険金殺人事件などの数件の捜査に助言を送って解決させた実績を買われ、新たに捜査本部のメンバーに加わり、弥海砂も第二のキラの疑いが晴れたあとにヨツバ事件で大企業ヨツバグループのイメージキャラクターとして捜査に加わる。
実写映画版では夜神総一郎と松田を除き原作との共通点が少ない。
L（エル）
声 - 山口勝平
演 - 松山ケンイチ（実写映画版）/ 小池徹平（舞台版）/ 山﨑賢人（ドラマ版）
1979年（アニメ版では1982年、ドラマ版では1991年）10月31日生まれ（24 - 25歳）。 身長179cm、体重50kg（いずれも推定）。血液型は不明。
数々の世界中の迷宮入りを解決し、「影のトップ」「最後の切り札」「世界一の探偵」といわれている。本名は「エル＝ローライト」。
宇生田 広数（うきた ひろかず）
声 - 木内秀信
演 - 中村育二（実写映画版）/ 安福毅（舞台版）
1977年（実写映画版では1950年ごろ、アニメ版では1980年）11月9日生まれ（26歳《原作・アニメ版》47 - 56歳《実写映画版》）。身長161cm、体重51kg。血液型はA型。好きなものは煙草、嫌いなものは待つこと。
日本捜査本部の刑事。短気な性格で深謀遠慮がやや苦手だが、勇気と行動力を兼ね備えた有能な人物。極度のヘビースモーカー。劇中では苗字でしか呼ばれない。
相沢と同じくLに不信感を抱いていた。2004年（アニメ版：2007年）4月18日、出目川によるさくらTVのキラ特番を中止しようと駆けつけるが、その途中でさくらTV前にて死神の目を持つ第二のキラに粛清される。捜査本部の中では唯一の殉職者に当たる。
死ぬ間際、ワタリに授かった非常通知機のベルトを押そうとしたが、押すことができなかった。
実写映画版では模木とのキャラクター設定が逆になっている。そのため、死亡することなく生き延びている。また、原作と違い月とは面識を持ち、彼を「ライト君」と呼ぶシーンもある。
ドラマ版では未登場であるが、その代わり管理官の小木曽猛が登場する。
13巻では作者が「彼か相沢のどちらかを死亡させることになり、最終的に宇生田を死亡させた」と書かれている。

### Lの協力者
ワタリ
声 - 小林清志
演 - 藤村俊二（実写映画版）/ 半海一晃（ドラマ版）
1933年（アニメ版では1936年、ドラマ版では1944年）5月1日生まれ（70 - 71歳）。身長175cm、体重51kg。血液型はB型。好きなものはアールグレイ、嫌いなものは汚い部屋。
命日は2004年（アニメ版では2007年）11月5日。
Lの実質的な右腕とされる紳士的な老人。最初はトレンチコートにソフト帽で素顔を隠した姿だったが、作中に素顔を現してからは、捜査本部の面々の前で以前の格好は一度もしていない。
Lの代理人として各地に出向きさまざまな人物と接触する。その正体は第一部ラストにおいて、「キルシュ・ワイミー」という名の偉大な発明家であったと発覚する。彼はその発明資金で世界各地に孤児院を創設していた。そのひとつがワイミーズハウスであり、院長ロジャーを通して、道楽で才能豊かな子どもたちを育てあげていた。なお、ワイミーズハウスらしき孤児院施設は『L change the WorLd』の最後にロジャーらしき人物とともに登場する。
狙撃手（スナイパー）としての実戦的な能力も合わせ持ち、上空停止中のヘリから、狙撃銃を用いてヨツバキラの運転する車のタイヤを撃ち抜き、さらに自殺を図ろうとした彼の拳銃を弾き飛ばすといった活躍を第一部終盤で披露する（原作・アニメ版）。
原作では、Lが海砂の逮捕を示唆したため、Lもろともレムに名前をノートに書かれ心臓麻痺で死亡した。亡くなる直前にコンピュータに記録してあるデータをすべて抹消した。
アニメ版では、Lの死の直前のエピソードにおいて、Lとワタリの本来の上下関係を示唆する発言が追加されている。
実写映画版では、最初から素顔を表している。原作同様、レムに名前を書かれ死亡。結果的に事件は解決したが、Lはレムが月に操られていることまで読めず、彼の死を「私の最後の失敗」と語った。
ドラマ版ではLが死亡した際、デスノートに名前を書かれていなかったため、生き残っている。
アイバー
声 - 桐本琢也
1969年（アニメ版では1972年）7月17日生まれ（35歳）。身長189cm、体重75kg。血液型はO型。好きなものはディスカッション、嫌いなものは暴力。
裏世界のプロの詐欺師。本名は「ティエリ・モレロ」。
語学、心理学、人格変換術などあらゆる社交に必要なものを身につけ、それを駆使し目的の人物に必ず取り入るスペシャリストである。非暴力で拳銃などの武器は持たない主義。れっきとした犯罪者だがLと親しく、彼からヨツバへの潜入捜査を依頼される。Lにはかつて詐欺罪での特赦を二度受けたことがあり、恩義を感じている様子。Lの別名である世界三大探偵の一人「エラルド＝コイル」を名乗り、ヨツバに接触を図る。フランス国籍。
実写映画版・ドラマ版ともに未登場。
2005年（アニメ版では2008年）4月7日、キラの手でパリ郊外の病院にて親族に看取られながら肝臓癌で死亡。アニメ版では家の中で、妻子を前にして息を引き取っている。
ウエディ
声 - 長沢美樹
1974年（アニメ版では1977年）11月2日生まれ（29 - 30歳）。身長170cm、体重48kg。血液型はB型。好きなものはバイク、嫌いなものは警官。
裏世界のプロの女泥棒。本名は「メリー・ケンウッド」。
いかなる鍵・金庫・セキュリティでも破り、潜入することができるスペシャリストである。彼女もまたれっきとした犯罪者ではあるが、Lと親しく、Lからヨツバへの潜入捜査を依頼される。アイバーとは違い、戦闘時には拳銃を用いる。アメリカ国籍。
実写映画版・ドラマ版ともに未登場。
2005年（アニメ版では2008年）1月10日、キラの手でコロラド州にてバイクの運転中に操作を誤り、事故死した。

### ヨツバ
尾々井 剛（おおい たけし）
声 - 梁田清之
演 - 寿大聡（ドラマ版）
1961年（アニメ版では1964年、ドラマ版では1982年）3月31日生まれ（43歳、ドラマ版では34歳）。身長188cm、体重77kg。血液型はO型。好きなものはモデルガン、嫌いなものは群れること。
VT事業部部長。死の会議のメンバーの一人。独身。
定例会議の一切を取り仕切るスキンヘッド（ドラマ版ではオールバック）で大柄の男。常にサングラスを着用しているが、5巻でサングラスを外した顔が一度だけ出てきた。メンバーの中では頭脳明晰で高い決断力を持つが、大雑把な面もある。ガンマニア。早稲木大学法学部卒。父は防衛総庁勤務。
樹多 正彦（きだ まさひこ）
声 - 相沢正輝
演 - 三洲悠暉（ドラマ版）
1971年（アニメ版では1974年、ドラマ版では1975年）10月20日生まれ（32歳、ドラマ版では39歳）。身長169cm、体重60kg。血液型はO型。好きなものは眼鏡、嫌いなものはコンタクトレンズ。
ライツ企画部部長。死の会議のメンバーの一人。既婚。1994年に入社。
冷静で計算高いが、予想外の事態にはうまく対処できない。眼鏡をかけており、眼鏡集めが趣味。探偵エラルド＝コイルへの依頼、コイルとの連絡係、死の会議の運営資金の口座提供を担当。東応大学理工学部卒。両親は生物解剖学教授。
紙村 英（しむら すぐる）
声 - 横尾博之
演 - 吉澤裕介（ドラマ版）
1968年（アニメ版では1971年、ドラマ版では1977年）7月21日生まれ（36歳、ドラマ版では38歳）。身長172cm、体重57kg 。血液型はAB型。好きなものはラグビー、嫌いなものはギャンブル。
人事部人事課課長。死の会議のメンバーの一人。独身。
気弱でマイナス思考が強いが、その分目ざとく、的を射た発言も多い。奈南川のポーカーフェイスも見逃さない。高校生のころ、ラグビーの全日本代表選出経験がある。
京土大学法学部卒。原作ではメンバーの中では唯一の母子家庭であるが、ドラマ版では紙村製菓社長の息子になっている。
鷹橋 鋭一（たかはし えいいち）
声 - 西凛太朗
演 - 小林一英（ドラマ版）
1963年（アニメ版では1966年、ドラマ版では1969年）12月19日生まれ（40歳、ドラマ版では45歳）。身長181cm、体重73kg 。血液型はB型。好きなものはサーフィン、嫌いなものは馬鹿にされること。
マテリアル企画部部長兼ヨツバホーム取締役。死の会議のメンバーの一人。既婚で子持ち。
重役に就いてはいるが思考が浅く、会議中に火口によく「馬鹿」と罵られている。茶髪のロングヘアに割れ顎で口髭を蓄え、ピアスをつけている（ドラマ版では短髪の坊主頭）。趣味はサーフィン。13巻ではキラのおかげで出世できたと告白している。慶洋大学商学部卒。全国経済新聞社社長・蔵造の息子。
奈南川 零司（なみかわ れいじ）
声 - 野島裕史
演 - 越村友一（ドラマ版）
1974年（アニメ版では1977年、ドラマ版では1985年）8月3日生まれ（30歳）。身長181cm、体重64kg。血液型はA型。好きなものは将棋、嫌いなものは無能な部下。
第一営業部部長。死の会議のメンバーの一人。独身。
黒髪のロングヘアが特徴的な美男子。卓越した観察力と判断力の持ち主で、原作・ドラマ版ともにメンバー最年少だがリーダー的発言が目立つ。ヨツバの社員としての強い責任感がある。将棋の腕前はプロ四段並。アメリカには6年ほどの在住経験がある。月の「キラ本人以外は被害者として罪には問わない」という提案を受け、キラによるヨツバ関連の死を1か月先延ばしして、中立の立場で事件を静観していた（ドラマ版ではニアの提案を受けヨツバキラ逮捕の際に尾々井を通じて全員に連絡するよう催促した）。紙村曰く「放っておいても出世する」。ハーバード大学経営学部卒。父はヨツバアメリカの社長。
DEATH NOTE携帯公式サイトでの人気投票では15位にランクインし、ヨツバのメンバーの中ではもっとも人気が高かった。
三堂 芯吾（みどう しんご）
声 - 花輪英司
演 - 廣瀬裕一郎（ドラマ版）
1972年（アニメ版では1975年、ドラマ版では1985年）1月25日生まれ（32歳、ドラマ版では31歳）。身長175cm、体重60kg。血液型はAB型。好きなものはフェンシング、嫌いなものは財界。
経営戦略部部長兼ヨツバファイナンス取締役。死の会議のメンバーの一人。独身。
知性的で分析力に優れている。眼鏡を掛けた秀才風の容姿で、海砂からは「ちょっと月に似ている」と評される。政界繋がりでヨツバキラをサポートしている。趣味はフェンシング。奈南川同様、紙村は「放っておいても出世する」という。東応大学法学部卒。参議院議員・栄吾の息子。
火口 卿介（ひぐち きょうすけ）
声 - 二又一成
演 - 柏原収史（ドラマ版）
1972年（アニメ版では1975年、ドラマ版では1978年）6月6日生まれ（32歳、ドラマ版では37歳）。身長169cm、体重59kg。血液型はAB型。好きなものは権力、嫌いなものは左遷。
新技術開発室室長。死の会議のメンバーの一人。独身。
立身出世を企てる野心家で、出世や金に貪欲。粗暴な性格で言葉遣いの悪さが目立つ。もともとは開発部部長の座にあったが、手腕のなさと横柄な性格ゆえに降格した。剣道五段で海砂のファン。左利き。ポルシェ911を筆頭に数台の高級車を保有している。早稲木大学政経学部卒。ヨツバ重工業社長・二郎の息子。
原作では粗暴な性格にふさわしい容姿をしていたが、ドラマ版では性格に反して二枚目になっている。
葉鳥 新義（はとり あらよし）
声 - 徳本恭敏
演 - 西野大作（ドラマ版）
1971年（アニメ版では1974年、ドラマ版では1977年）3月22日生まれ（33歳、ドラマ版では38歳）。身長166cm、体重55kg。血液型はA型。好きなものは陶芸、嫌いなものは野菜。
宣伝戦略部部長。死の会議のメンバーの一人。既婚で子持ち。
金髪で、メンバーの中では比較的若い容姿をしている。強面な容姿とは裏腹に性格は小心。趣味は陶芸。ヨツバグループ社長・四葉台之助が愛人に生ませた不義の子。
ある臨時会議にて会議のメンバーから「抜けたい」と口走ったために、その見せしめとしてヨツバキラに殺されるが、ドラマ版ではそのシーンがないためヨツバキラの逮捕の際は生き残っている。二橋大学文学部卒。

#### ヨツバキラ
月と海砂が監禁されている間にキラ疑惑の目を逸らすべく、死神・レムにデスノートを与えられた第三のキラ。月がレムに「ある程度の高い地位に就き、出世のためにノートを使うであろう人物」という条件で探させた人物。報道されている犯罪者の裁きを行うというのを使用条件として、レムからノートを受け取り、大企業「ヨツバグループ」の利益向上のために邪魔な存在を葬るため、「死の会議」を開かせる。そして自身も8人いる会議のメンバーの1人として潜入し、全会一致で決まった殺人内容をもとに実行。「死の会議」から脱退しようとする者や、自分の正体を明かそうとする者にまで手にかけようとする。Lには「一人では何もできない馬鹿で腰抜け」と推測された。
正体は火口で、実は紙村、奈南川、三堂にはキラは鷹橋か彼かと推測されていた（鷹橋は引き立て役だろうと結論が出され、結局ほぼ火口だと断定されていた）。地位にもっとも執着心を抱いていたことや、会議での傲慢な言い方などからその正体を推測されていた。自身と接触した海砂と松田によってキラである証拠を掴まれる（原作とドラマ版では証拠を掴まれる経緯が異なる。原作ではレムが海砂の手をノートの切れ端で突いたことでレムの姿が見えたこと。ドラマ版では電話で食事に誘ったことが理由）。そしてレムと死神の目の取引を行い松田を殺そうとするも、最終的に総一郎らや伊出の率いる警官隊に追い詰められる。拳銃で自殺を図ろうとするがワタリに阻まれ、ついに逮捕される。ノートで殺害を行ったと自供したあと、ノートに触れて記憶を取り戻した月が腕時計に仕込んでいたノートの切れ端に名前を書き、心臓麻痺で死亡。命日は2004年（アニメ版では2007年）10月28日。会議の残りのメンバーは、Lの死後、全員キラに殺された（ドラマ版ではそのシーンがないため、葉鳥もろどもその後の動向は不明。）。

### デスノートの犠牲者

#### リュークが人間界に落としたシドウのノート、および月がレムに渡したノート
実際にはリュークが「（ノートを落としてから）たった五日でここまで殺った奴はお前（月）が初めてだ」と言うとおり、この節で言及されている者たち以外にも犯罪者など数多くの者が犠牲となっている。
音原田 九郎（おとはらだ くろう）
演 - 田中啓三（ドラマ版）
通り魔事件の容疑者。キラによるデスノート殺人の最初の犠牲者で顔写真と名前のみの登場。
1969年（昭和44年）4月2日生まれ。2003年11月28日、新宿区で六人を殺傷し、保育園に乱入して保育士および園児合わせて8人を人質に捕り立て籠もるが、その状況をテレビで見ていた月に名前を書かれ、心臓麻痺で死亡。殺害された他の大犯罪者たちに比べて罪が軽かったことや日本でしか報道されていなかったことから、Lが「キラは日本にいる」と気づき、リンド・L・テイラーの死も相まって捜査が開始されることとなった。
実写映画版には未登場であり、彼の代わりに長野県松本市で女子高生を誘拐・殺害した被告人の「顔沼 陽介（かおぬま ようすけ）」が殺される。
ドラマ版では月が幼かったころに総一郎に逮捕され、彼を恨み殺害を予告する捨て台詞を発し刑務所に入れられた。出所後にタクシー強盗殺人事件を起こし、さらに警官を殺害し拳銃を強奪、親子2人を人質にとり民家に立てこもる。人質にされていた少女と総一郎を人質交換し、総一郎を殺害しようとしたが、月に名前を書かれ、拳銃を暴発させた後に心臓麻痺で死亡した。
渋井丸 拓男（しぶいまる たくお）
声 - 西村朋紘
演 - 顔田顔彦（実写映画版）
略してシブタク（自称）。仲間からは「タク」「タクさん」と呼ばれている。デスノート2人目の犠牲者。
2003年11月28日、コンビニの前で女性をナンパしているところを学習塾帰りの月に目撃され、デスノートに詳細な死因と状況を書くと本当にその通りになるかどうか確かめるためにノートに名前を書かれる。その結果、逃げた女性を追いかけようとしたところをダンプカーにバイクごと轢かれて死亡。女性に対して口頭で名乗った為に、聞いていた月は7パターンの漢字を予想して書き、偶然にも一つ目の表記が正解だったため、死の呪いが発動した。
迷惑な人間ではあったが、犯罪者ではなかったため、彼の死は月に後悔と苦悩の念を残したが、同時に「腐った人間は死んだ方がいい」という思いを芽生えさせ、自らのデスノートによる殺人を正当化していく転機ともなった。後に彼はリュークに対して「犯罪者も心臓麻痺で殺す一方でこうした腐った人間は病死や事故死で消し、まだ消されていない人間に対し改心を促す」事を告げている。ただしアニメ版ではナンパした女性を集団で婦女暴行しようとする描写が追加されており、一方で原作で月が彼を殺した直後に葛藤を見せる描写はカットされている。
原作においては犯罪者ではなく、死因も心臓麻痺ではないので、彼の死はLには認知されていない。13巻のキャラ別性格判断チャートにて選ばれているほか、原作者大場も好きなキャラの一人に挙げている。
実写映画版では1980年（昭和55年）12月13日生まれで、容姿は原作・アニメとは大幅に異なり、痩せ型で金髪の青年である。また人物像も原作・アニメとは大きく異なり、キラの粛清対象にあてはまる残虐非道な犯罪者として描かれている。過去に薬物乱用による中毒症状を起こした状態で練馬区立小泉北幼稚園に侵入し、持ち込んだナイフで園児5人を殺傷するも、刑事裁判では心神喪失を理由に無罪判決を受け、釈放された後、たまり場としていたバーでそのことを自慢げに仲間たちに語った挙句、被害者や遺族らを嘲笑い、さらにその場で居合わせた月にナイフを突きつけながら「誰も俺を有罪にはできない」と放言するなど、まったく反省のない態度を見せ、心神喪失も単なる演技であったような発言もしていた。月はこのような渋井丸の無反省な態度に激怒し、持っていた六法全書をゴミ捨て場に投げ捨てた直後にノートを入手した。翌日、渋井丸は前述のバーの近くの踏切で電車の通過を待っていたところ、踏切の向かいにいた月によってノートに名前を書かれ、心臓麻痺を起こして死亡した。
ドラマ版では未登場であり、彼の代わりに、月の高校時代の同級生で札付きの不良の佐古田源武（後述）が登場。ノートの力を信じていなかった月に名前を書かれ、バイクでの走行途中に心臓発作を起こし、走行中の電車に衝突し死亡。
リンド・L・テイラー
声 - 徳本恭敏
演 - マット・レーガン（実写映画版）/ 麻田キョウヤ（舞台版）/ イアン・ムーア（ドラマ版）
黒髪の青年。全世界の警察を動かすことのできる唯一の人物・L（エル）と名乗るが、真の正体は警察に極秘逮捕された犯罪者で死刑囚であり、本物のLが事前に用意したいわゆる影武者である。そのため世間には一切彼の存在は知られていない。
2003年12月5日、司法取引に基づいて死刑執行の時間に全世界同時特別生中継としてテレビに出演し、キラの逮捕を宣言したうえでキラを悪と批判した。挑発とも取れるこの発言に逆上した月によってデスノートに名前を書かれ、心臓麻痺で死亡。しかし、この行動が逆に「キラは直接手を下さずに殺す」「顔と名前（フルネーム）が分からない相手は殺せない」という手口をLのみならず多くの人々に明かされ、さらにこの生中継が実際には日本の関東地区だけで放送されており、音原田の死も相俟ってそこに潜伏していることまでLに悟られてしまう。この事件がキラとL、そしてLの次期後継者候補のニアやメロとの長き闘いの火蓋を切ることになる。
実写映画版では、壮年の白人男性。1970年生、アメリカのニュージャージー州出身。1999年にテキサス州で起こった連続婦女暴行殺人事件の容疑者として逮捕され、2005年に死刑判決を下されたという裏設定がある（テイラー死亡時の新聞に一瞬だが経歴が綴られている）。ドラマ版ではスキンヘッドの男性。
アニメ版のみ同時通訳の説明がなく（原作ではヨシオ・アンダーソンなる人物）、自らの声で話しているかのような描写がなされている（徳本の役名は「若者B」表記でテイラー役としてはクレジットされておらず、単に通訳の描写がカットされたのみなのか、テイラー本人が話すよう設定変更されたのかは不明）。
似志田 九（いしだ きゅう）
演 - 赤屋板明（ドラマ版）
保険金殺人犯。2003年12月18日に心臓麻痺で死亡。被害者リスト上で名前のみの登場。
ドラマ版では苗字の読みが「にしだ」。映画版の太村要一に相当し、2005年に海砂の両親を殺害して無期懲役判決を受ける。2015年7月2日の仮釈放当日、独房から出た直後に心臓麻痺で死亡。
白身 正亜希（しらみ まさあき）
演 - 佐藤俊介（ドラマ版）
連続放火魔。1955年8月1日生まれ。48歳。
5件もの連続放火事件を引き起こして13人の人々を犠牲にし、2003年11月15日放火未遂で現行犯逮捕される。月にレイの素性を知るための手段として、恐田を利用する前にデスノートによる死の直前の行動を操れる範囲の確認のための実験台として利用された一人。ノートの効力通り、2003年12月19日に刑務所で服役中に自分の指を切って出した血で壁に円とその中に五芒星を描いたあと、心臓麻痺を起こして死亡。
ドラマ版では五芒星ではなくリンゴの絵を描く。また苗字の読みが「しろみ」となっている。
矢田中 剣（やだなか けん）
同じく月にデスノートを使って死ぬ直前の行動を操れる範囲の確認のための実験台にされた受刑者の一人。
2003年12月19日キラの裁きを恐れているかのような遺書を書き残したあと、心臓麻痺を起こして死亡。この遺書にダイイング・メッセージを残している。
ドラマ版では死の間際に「エッフェル塔」という言葉を残して死亡する。また苗字の読みが「やたなか」となっている。
世田 多三吉（よだ たさよし）
同じく月にデスノートを使って死ぬ直前の行動を操れる範囲の確認のための実験台にされた受刑者の一人。
2003年12月19日に牢を抜け出して職員用トイレに駆け込んだあと、午後6時に心臓麻痺を起こし、死亡。
実写映画版では彼の代わりに戸部（とべ）という犯罪者が上記の死に方を遂げている。
ドラマ版では読みが「せただ さんきち」となっている。
中岡字 松四郎（なかおかじ まつしろう）
強盗殺人犯。1960年6月6日生まれ。43歳。
6件もの連続強盗殺人事件を引き起こして凶器のナイフでパチンコ店員1名、コンビニ店員2名、カラオケ店員2名を殺傷し、指名手配されている。前三名に同じくデスノートによる死の直前の行動を操れる範囲の確認のための実験台にされたことでノートの効力通り、2003年12月20日に自身が起こしたコンビニ強盗事件でアルバイト店員と揉みあった末、逆に持っていたナイフで腹部を刺され失血死する（彼を刺したアルバイト店員は正当防衛と発表されている）。
実写映画版では指名手配中の犯罪者リストに登場。苗字は同じだが、下の名が「宙太（ちゅうた）」となっている。
恐田 奇一郎（おそれだ きいちろう）
声 - 宝亀克寿
演 - 皆川猿時（実写映画版）/ 外川貴博（ドラマ版）
麻薬常習者の中年男性。
銀行強盗事件を起こして3人の一般人を殺害し、逃走。2003年12月20日、その途中でバスジャック事件を引き起こし、身代金として遊園地スペースランドの昨日分の売上金を要求し、スペースランド二つ手前のバス停「夕日浜」まで女性一人が車で持って来るよう要求する。だが、これは月がレイの名前を知る策略のためにデスノートで操られていた行動で、自ら月が落としたノートの切れ端に触れた途端、後部座席にいた死神リュークに気づいてパニックに陥り、持っていた拳銃を乱射。弾切れとなり、リュークから逃れようとバスから降りた直後に乗用車に跳ねられ、死亡。死因は麻薬中毒での幻覚症状によるものとして処理されたためキラによる殺害とは感知されていないが、南空ナオミには関連性を疑われていた。ノートには事前に「この世の者とは思えぬ恐ろしい幻影を見て錯乱して全弾を発砲、外に出たところで事故死」と書かれている。
漫画ではリボルバー拳銃のコルト・ディテクティブスペシャルを、アニメ版・実写映画版ではオートマチック拳銃のトカレフTT-1933をそれぞれ使用している。
実写映画版では若者で、身代金として京南バスの奥川営業所の売上金を要求している。
ドラマ版ではリュークが見える描写がカットされ、バスを降りずにその場で拳銃自殺している。
盗見 米吾郎（ぬすみ よねごろう）
演 - もちろー（ドラマ版）
新宿駅地下街にある喫茶店の店員。
過去に数件もの婦女暴行事件を起こし、逮捕されながらも証拠不十分で不起訴となった。2003年12月27日午後3時5分、喫茶店で働いているところを月がレイに自分がキラであることを証明するための見せしめとして、デスノートにより心臓麻痺で死亡。
実写映画版では「汚崎 樽人（おざき たるひと）」という名前の婦女暴行犯（逆恨みによるお礼参りを恐れた被害者が発言しなかったため、無罪となった）がレイと同じ地下鉄に乗って、やはりキラであることを証明するために殺される。
ドラマ版では盗撮の常習犯となっており、南品川駅前広場で海砂にノートに名前を書かれ心臓麻痺で死亡する。
田三 八六平（たみや ろっぺい）
赤丸商事開発企画部部長。
ヨツバの第2回死の会議にて「愛車で湾岸線を走行中、側壁に衝突して事故死」という手口でヨツバキラに殺しを依頼するも、死ぬ場所や死ぬ直前までの状況を詳細に指定したために失敗。結果、2004年6月27日にイタリアにて心臓麻痺を起こし、死亡。
青井 幸時（あおい こうじ）
青井物産システム統合部次長。
ヨツバの第3回死の会議にて癌を患い病死させるようヨツバキラに依頼するが、死亡時間まで指定したため失敗。2004年7月2日に心臓麻痺で死亡。
森矢 竹吉（もりや たけよし）
元ヨツバグループ会長。
ヨツバの第7回死の会議にて病死させるようヨツバキラに依頼するが、青井と同じく死亡時間まで指定したため失敗。彼もまた2004年7月30日に心臓麻痺で死亡。
矢位部 巡一（やいべ じゅんいち）
大友銀行飯田橋支店長。
ヨツバの第13回死の会議で決まった殺人内容の依頼を受けたヨツバキラにより、2004年9月10日に自宅階段で足を滑らせて転落。打ち所が悪かったので、死亡。
山込田 時男（やこだ ときお）
大友銀行取締役。
ヨツバの第15回死の会議で決まった殺人内容の依頼を受けたヨツバキラにより、2004年9月7日に贈賄容疑で警察に事情聴取を受けたあと、2004年10月1日に自殺する。
白場 維人（しろば いと）
演 - 西村雄正（ドラマ版）
白バイ隊員。
さくらTVに向かうヨツバキラの火口をスピード違反で捕まえたが、隙を突いた火口に名前を書かれ6分40秒後に事故死した。アニメ版では心臓麻痺を起こした事が原因で事故を起こしたかのような描写がある。映画版では彼に相当する「志度原 厳太（しどはら げんた）」という白バイ隊員が高田清美に名前を書かれ心臓麻痺で死亡している。
名は「白バイ」の言葉遊び。

##### 未遂に終わった人物
前西 参太郎（ぜんざい さんたろう）
釘沢組なる組織に所属する人物で名前のみの登場。火口の提案したヨツバのリゾート計画に反対し現地住民を巻き込み訴訟を起こそうとしていた為ヨツバキラにより、ELF保険の重役らと共に殺害対象となるが、それを知った月やL達により「殺害を3ヶ月延期しエラルド=コイル（アイバー）の正体がわかれば殺さない」との条件で殺害を免れる。
ELF保険の社長と重役
ELF保険の日本進出を危惧したヨツバ幹部たちによって殺害対象となるが、月達によって前述の前西と共に殺害を免れる。

#### レムが海砂に渡したジェラスのノート
日々間 数彦（ひびま かずひこ）
演 - 板尾創路（実写映画版）
太陽テレビメインキャスター。キラ否定派。
犯罪者を裁くキラを悪と批判し、テレビでそれを報じ続けたことで、第二のキラによるさくらTVを通じた予告殺人にて2004年4月18日午後6時、生放送のニュース番組に出演中に心臓麻痺を起こし死亡。
実写映画版では評論家として登場。原作・アニメ版と違い台詞があり、キラの裁きを「キラの意思しか存在していない冷酷な殺人で、このままでは人々はキラの奴隷でしかなくなってしまう」と批判した。やはり第二のキラによって殺されるうえ、さくらTV祭りに遊びに来ていたキラ派の人間に「あんな評論家、殺されて当然だよ!」とまで言われる始末だった。

#### レムのノート
金欲 銀造（かねぼし ぎんぞう）
大手消費者金融会社社長。
債務者に対して過酷な取り立てを行い、そのうえ自殺に追い込み、そこから下りた保険金で返済に当てさせる卑劣な人物。火口とは知り合いで、海砂が火口に第二のキラであることを証明するためにそれに気付いた死神・レムによってレム自身のノートに名前を書かれ、心臓麻痺で死亡。

### 日本警察（第一部）
キラが関東地区に潜伏しているというLの推理を受けて捜査を行うが、キラによって捜査情報を漏洩され、自分たちを調べるために日本に潜入したFBI捜査官がキラの手にかかってから公に捜査は行われなくなったものの、伊出のように独自で捜査をする者も少なくなかった。
ヨツバ事件ではヨツバキラと癒着している政治家からの圧力を受けて泣く泣く捜査を打ち切るが、一時辞職してまでLとの共同捜査をとった総一郎ら3名と家庭のためにLのもとを離れて伊出と合流した相沢の活躍もあってヨツバキラを逮捕し、事件を解決する。
北村 是良（きたむら これよし）
声 - 池田勝
警察庁次長。総一郎の上司。
FBI捜査官の一人・レイの内偵調査から夜神家同様にLによって自宅に隠しカメラおよび盗聴器を仕掛けられ、そのことで娘へのキラ疑惑を恐れている。第二のキラ事件ではLの指示のもと、さくらTVに強行突入して出目川から第二のキラの予告殺人が入ったメッセージビデオを奪った総一郎を救援すべく、警官隊を出動させてさくらTV周辺を封鎖する。ヨツバ事件ではヨツバキラから収賄している政治家から捜査打ち切りの圧力をかけられ、総一郎にLとの共同捜査の禁止および辞職を勧告する。ヨツバキラの逮捕後はキラ捜査を続行することは納得した。
第二部には登場せず、総一郎が彼の跡を継いで次長になっているため、空白期間の間に異動もしくは退職したようである。
実写映画版では名前のみ登場。

### FBI
キラによる日本警察の捜査情報が漏洩されたことについて、日本警察内部にキラの暗躍を疑ったLはキラの裁きで犯罪者の死亡率が世界で一番高いアメリカに目をつけ、FBIに日本警察への内偵を依頼する。
これを受けたFBI長官の独断にて12人の捜査官が日本の関東各地区に派遣され、多くの警察関係者とその身内を尾行などで調べていくが、これを察知したキラにその中の一人であり、キラを担当していたレイを利用されて彼を含む捜査官全員を殺害され、捜査は失敗に終わった。
これを機にFBIは即座にキラからの報復を恐れてLに捜査の打ち切りを言い渡し、日本警察に内偵を行ったことを暴露したことで、日本警察とLとの間に確執が生じる。
レイ・ペンバー
声 - 石川英郎
演 - 細川茂樹（実写映画版）/ 尚玄（ドラマ版）
1974年（アニメ版では1977年、ドラマ版では1986年）12月31日生まれ（28歳）。身長180cm、体重69kg。血液型はO型。好きなものはナオミ、嫌いなものは残業。
FBI捜査官。日系アメリカ人。ナオミとは同僚であり、婚約者の間柄。
キラ事件の捜査本部の情報を得ることができた日本警察関係者、あるいはその身内にキラがいると睨んだLの依頼を受けたFBI長官の命令によって日本に潜入した一人。北村家や夜神家の内偵調査を担当。中でも夜神家の長男である月にバスジャック事件で接触するも、彼にFBIの身分証を見せたことからキラに脅され、捜査官大量殺戮に利用される。その後、月＝キラということに気づくがすでに遅く、2003年（アニメ版では、2006年）12月27日午後4時42分、自身も他の捜査官と同様に山手線を降りた3秒後、心臓麻痺で死亡。
実写映画版では名前が「レイ・イワマツ」に変更されている。また、彼が乗った電車はJR山手線ではなく架空の「地下鉄環状線」となっており、リュークの姿も確認する。原作以上に月＝キラだと疑っていた。『L change the WorLd』では声のみの登場で顔は出ていない。
ドラマ版では「レイ・ペンバー」は偽名で、本名は「マーク・ドウェルトン」に変更されている。捜査官殺害に利用されるも咄嗟の機転で月を逆に追い詰め形勢逆転する。しかし、海砂に名前を書かれ心臓麻痺で死亡。
小説版『ロサンゼルスBB連続殺人事件』にも登場する。
月が実験や犯罪者相手ではなく初めて保身のためだけに殺した人物で、キラが悪人を裁くだけでなく己の身を守るための殺人も行うようになっていくうえでのキーマンである。

### マスコミ（第一部）
当初、キラの存在はインターネットでしか知られていなかったが、多くのテレビ局が知名度向上を理由にキラ事件を報道したことで、世間で一気に広まっていく。特に、さくらTVでは総務省からの厳重注意をたびたび受けているにもかかわらず、キラ事件関連を誇張して放送したのもその一因と見られる。
田中原 高樹（たなかばら こうき）
NHNゴールデンニュースのアナウンサー。
さくらTVでの第二のキラ事件で、第二のキラからの要求を拒否してさくらTV周辺の道路を封鎖するなどの厳戒態勢をとった警察の対応を「法治国家としての取るべき正しい道」と発言し、警察がキラに対する全面対決の姿勢をとったことで、自身もカメラの前で堂々と顔と名前を公表する。実写版では未登場。

### その他（第一部）
南空 ナオミ（みそら ナオミ）
声 - 松井菜桜子
演 - 瀬戸朝香（実写映画版）
1976年（アニメ版では1979年）2月11日生まれ（28歳）。身長171cm、体重46kg、血液型はA型。好きなものは革ジャン、嫌いなものはスカート。
レイ・ペンバーの婚約者。元FBI捜査官。
女性でありながら、異例の早さでFBI捜査官として採用された過去を持つ。ある事件でのミスを機に休職中の身でありながら、「ロサンゼルスBB連続殺人事件」と呼ばれた難事件にてLの下で捜査し、2002年8月22日に犯人ビヨンド・バースデイを逮捕した優秀な人物（DEATH NOTE アナザーノート ロサンゼルスBB連続殺人事件を参照）。
婚約を機にFBI捜査官を退職。「『キラ事件』には口出ししない」「危険な行動は取らない」というレイとの約束のもと、彼の来日を契機に両親に紹介しようと同行するが、彼はキラに殺されてしまう。やがて悲観しながらも彼が巻き込まれたバスジャック事件やその8時間前に起きたコンビニ強盗事件で死亡した犯罪者のことを独自に調べ、キラが心臓麻痺以外でも殺す以外にも、レイが巻き込まれた事件を洗い直し、彼の仇であるキラの正体の核心に迫った。
Lに「芯の強い優秀なFBI捜査官」と評され、Lが「自分が気づかなかった事実を先に掴んでキラに消された可能性」を自然に考えることができるほどに高く評価している人物である。「ロサンゼルスBB連続殺人事件」では、メロやビヨンドにもその優秀さを評価されている。
原作およびアニメ版では、当初は「間木 照子（まき しょうこ）」という偽名を用いていたが、月の口車に乗せられて運転免許証を出し本名を明かしたため、デスノートに本名とともに2004年（アニメ版では2007年）1月1日午後1時25分に、「48時間以内に遺体の発見がかなり難しい場所で自殺する」（アニメ版では「人に迷惑がかからぬよう、自分が考えられる最大限の『遺体を発見されない自殺の仕方』だけを考え行動し、48時間以内に死亡する」）と書かれてしまう。
そして「死の時間」の約5秒前、月から「自分がキラだ」と告げられた直後にどこかへと立ち去り、消息を絶つ。これにより劇中では行方不明扱いとなっており、彼女の死の詳細な様子は描かれていない。このため一時期、南空ナオミ生存説が囁かれたが、13巻『HOW TO READ』にてナオミの死亡が明記されている（命日は1月2日となっている）。アニメ版では最期の描写が原作以上に悲痛なものになっており、原作と違い前述の月の告白の意味を尋ねることはせず無言のまま瞳の輝きを失い絞首台に向かうイメージが描かれた。
上記の通り、Lに次いで月を追い詰めた人物である。実際、結果的に月によって殺害されてしまったものの、彼女の失踪がLにヒントを与え、キラの正体を大きく絞り込むに至った。
実写映画版では原作と違い、性格も行動も大きく変更され、攻撃的かつ挑発的な態度や行動を見せる。レイの殺害現場に居合わせ、月＝キラと確信するも、月自身もレイ殺害現場にいた彼女の所持品を頼りにあらかじめナオミの本名を割り出しており、デスノートに行動とともに書かれ、月に操られる形で人質に取った月の彼女・秋野詩織を射殺したあとに精神錯乱を起こし、警官の前で拳銃自殺するという最期を迎えた。
『L change the WorLd』では、キラ事件以前にアメリカで連続殺人犯の確保をLに依頼され、見事成功させた。実写版でLが彼女に依頼するのは前述の「ロサンゼルスBB連続殺人事件」以来2度目とされている。
ドラマ版では、彼女の末路はハル（章子）が担い、レイの恋人も「キャシー・キャンベル」という白人女性に変更されている。
素藤（すどう）
声 - 西健亮
蒲生ゼミナールの生徒の一人。
陰湿な性格で、良に対してカツアゲを行っていた。月は彼をデスノートの実験台にしようと考えたが、身近な人間を殺すわけにはいかないという理由で未遂に終わっている。
良（りょう）
声 - 中井和哉
蒲生ゼミナールの生徒の一人。
素藤のカツアゲの被害者。素藤からは「良チン」と呼ばれている。素藤には頭が上がらない一方で、両親のことは「ババア」や「ジジイ」呼ばわりしたり、迎えに来なかったことに対して癇癪を起こすなど反抗的な態度が目立つ。
流河 旱樹（りゅうが ひでき）
声 - 西健亮
演 - 柴浩二（ドラマ版）
人気アイドル歌手。
多くの女性ファンを持ち、粧裕もこれに含まれている。Lが東応大学で月に接触するために彼の名前を偽名として使った。ヨツバキラ事件時にミサと映画で共演（キスシーンもあったが、ミサ自身に拒まれている）。11巻でも「第60回NHN紅白歌合戦」の白組の応援ということで数コマ登場。2010年の大河ドラマ「坂本龍馬」で龍馬を演じるらしい。現実の2010年の大河ドラマも坂本龍馬をテーマとした「龍馬伝」であるが、これは偶然の一致である。
アニメ版でもわずかに登場する。ドラマ版では雑誌の表紙に写真のみ登場するが、名前が「流河 早樹」と表記されており、Lが偽名として流河の名を用いた際も「流れる河に早い樹」と説明している。
ユリ
声 - 小清水亜美
月の中学時代の同級生。レイの名前を割り出すため、月に利用された存在。セミロングの黒髪が特徴。
バスジャックの際は終始怯えていたが、犯人死亡後は「警察には関わり合いたくない」と述べ、月とのデートを強行するなど、したたかな面も覗かせた。
佐々木（ささき）
声 - 竹尾一真
演 - 田中要次（実写映画版）
シャトル交通株式会社のバス（124号車）運転手。走行中、恐田にバスをジャックされた不運な人物。事件後、車内に居合わせたレイと乗客（月）が接触したことについて、南空ナオミから聞き込みを受けるも、ただただ震えていただけで何も覚えていないと答えた。また実写版では月に対して拳銃を突き付けられても顔色一つ変えなかったと証言し、肝の座った若者と評している。
原作ではモブキャラ扱いだったが、実写映画版では準レギュラー的な存在となっている。『L change the WorLd』では、タクシー運転手に転職したことが明らかとなった。

## 第二部
ここでは第二部のみに登場した人物を記す。

### キラ（第二部）
魅上 照（みかみ てる）
声 - 松風雅也
演 - 忍成修吾（ドラマ版）/ 宮澤秀羽（ドラマ版幼少期） / 水上剣星（実写映画版）
1982年（アニメ版では1985年、ドラマ版では1990年）6月7日生まれ（27歳）。身長175cm、体重56kg。血液型はA型。好きなものは秩序、嫌いなものは混沌。
検察庁西京都検事。京土大学法学部卒。母子家庭で育った。黒縁眼鏡で装った切れ長の眼元と、肩にかかる程度まである長めの髪が特徴。
幼いころから、自身が考える正義を貫くことでひたむきに悪と戦い続けてきたが、成長するにつれてそれが報われなくなっていく現実に憤りと失望を感じていた。しかし、自分がいなくなった方がいいと思った人間が、次々罪人として裁かれていく「偶然」を見て、次第に自身が考える悪はこの世から完全に「削除」されるべきだと考えるようになった。検事就任時にキラ事件が発生すると、キラを「神」と呼んで極端に心酔し、崇拝・信奉すると同時に自身も検事としてできる限りの時間と労力を費やしていった。
やがてキラである夜神月にそのことを見込まれ、海砂の所有権放棄後にデスノートを与えられ、新たなノートの所有者（ニア曰く「Xキラ（＝X-KIRA）」）となる。キラのために死神の目の取引をし、キラの代理人として世界中の犯罪者に裁きを下していく。基本的にキラの胸中を察して独断で行動するが、キラへの信望はもはや「狂信者」とも呼べるほどであり、その正義感と独善的な思考は月を上回り、裁きの対象は前科を持つ者から果ては社会貢献を怠る者にまで及ぶ（月からもその点を懸念されたことすらある）。
月やニアに引けを劣らない優秀な頭脳の持ち主で、電話越しに月が置かれている状況をすぐさま察知し、すぐに月の望んだ行動を行うなど、卓越した洞察力や分析力、決断力を随所で披露し、月の予想以上の働きをする。
病的なほど規則正しい生活を行う潔癖症で、毎日同じことを同じ順番で繰り返す。元来は眼鏡を着用していたが、死神の目の取引で視力が3.6以上に上がったためか、それ以降は外している描写が多い（目の取引以前にも、外した状態で『キラ王国』に出演している描写がある）。
ノートで裁きをする際に、「削除」と口にする奇癖がある。尊敬する人物はウィンストン・チャーチル。
高田がメロに誘拐された際、月が自由に動けないと判断していたため、今まで地方銀行の貸金庫に保管していた本物のノートを出し、月と同様に高田の名前と死因（焼身自殺）を書いた。この行動をジェバンニに監視されていたことで、ジェバンニに本物のノートの偽装を許す。月とニアの対峙の際にそのことに気づかず、月以外の名前をノートに書いて出てきたことから、とうとうニアにボロを出してしまい、SPKに逮捕される。その際、保身を図った月に「こんな奴は知らない」と切り捨てられる。やがて、ニアに追い詰められて悪あがきを見せる月を、もはや自分の信じていた神ではないと失望し、「あんたは神なんかじゃない。クズだ」と罵倒して逆に月を切り捨て、最後の手段としてリュークに縋る無様な姿を見せ、そのリュークに見限られてノートに名前を書かれたことで生への執着と死への恐怖に泣き喚いて叫び、「ちくしょう」と嘆き呟きながら心臓麻痺で死亡する月の最期を目撃した。月の死後、投獄され、その10日後（2010年2月7日）に獄中で発狂死した。機転のきく魅上が貸金庫のノートを偽と疑うことも、本物かどうか試すこともなかったことや、奇妙な最期など不審な点も多く、これに関して松田は「ニアが偽物にすりかえたあと、本物のノートに魅上の名前と獄死するまでの行動を書いた」と推理しているが、真偽は不明。
アニメ版では、原作と同じく月に対して失望する様子を見せるものの、罵倒するといったようなことはせず、持っていたペンで自らの胸を刺し、大量の血を流し大声で叫びながら自殺するという、安らかに果てた月とは対照的に衝撃的な最期となった。その後、日本捜査本部のメンバーが逃走した月の捜索を開始し、SPKのメンバーもYB倉庫を後にしたことで、遺体となってその場に放置されてしまう。エンドロールでは、変わり果てた姿で登場した。
SP『リライト2 Lを継ぐ者』では奇矯な姿やヒステリックな一面が描かれている。
ドラマ版では最初から登場。ミサに彼女の両親の仇・似志田が仮出所したことを伝える。不起訴となった犯罪者がキラに裁かれたことでキラに賛同するようになり、ヨツバキラの死後赤いデスノートを手にし、リュークと取引した死神の目を駆使してLを葬った。YB倉庫では月とともにニアに追い詰められ、ノートを奪いニアの名前を書こうとして撃たれる。その後、月を罵倒せず最後までキラへの強い忠誠心を見せ、追い詰められた月を護ろうと、倉庫の燃料に火を点けて倉庫を炎上させ、自身は救出されるもノートが焼失したことにより、デスノートに関する記憶を失った。その後の動向については一切不明。
実写映画版では『Light up the NEW world』に登場。こちらの作品では10年前の直後ミサの被疑事件の取り調べを担当した検事という設定で、のちに月が密かに残した子どもの後見人となる。月から受け継いだ優れた頭脳と冷酷さをその子の裁きを通して目にするうちに、次は自分が殺されるのではないかと恐怖した結果、月の子どもを殺害してしまう。そして自身も三島によって殺される。

### 日本捜査本部（第二部）
Lの死後、月が引き継ぐ形でLを装い、伊出も加わりキラ捜査は再開。2005年5月1日、全世界の警察およびマスコミに犯罪者の報道で名前と顔は非公開で行うよう規制案を出し、2週間後の5月15日にこれを実施。しかし、その直後から規制の難しいインターネットで犯罪者の情報が大量に漏洩し、キラが楽に裁きが可能な環境と化してしまい、次第に捜査に進展は見られなくなる。
保管していたデスノートをメロの属するマフィアグループに誘拐された粧裕との交換取引であっさり奪われ、SPKメンバーに多数の犠牲者を出すという失態を犯しながらもノートを奪還し、キラの誘導もあってマフィアグループを壊滅に追い込む。しかし、それと同時に総一郎の死とメロの逃走という代償を払い、捜査本部の中でも相沢・模木の2人がキラ＝月の疑念を抱いてニアに加担。伊出もキラ＝月の疑念を抱いていたことから、捜査本部の体制は徐々に形骸化していく。
キラ事件解決後は警察庁次長となった相沢が捜査本部長の後を引き継ぎ、捜査本部のメンバーに山本が新たに加わった。
山本（やまもと）
最終話のみ登場。フルネームは不明。キラ事件解決後、新たに入った日本捜査本部のメンバー（実質相沢の部下になっている）。
松田とは仲がよく、よく酒を飲みにいくようだが誘われているときは困惑していた。月の高校時代の友人の山元と容姿が似ている。第一部第一巻の蒲生ゼミナールに同じような描写がある。
アニメ版には登場していない。
特別編では松田に比べ冷静で真面目な性格であったが、唯一ノートを直接見たことがないこともありCキラの出現に困惑していた。

### SPK
ニア
声 - 日髙のり子 / 阪口大助（Webドラマ版）
演 - 福田響志（実写映画版）/ 優希美青（ドラマ版）
1991年（アニメ版では1994年、ドラマ版では1996年）8月24日生まれ（18歳→19歳、特別編では22歳、新作特別編では27歳）。身長155cm、体重40kg。血液型はB型。好きなものはパズル・玩具、嫌いなものはキラ。
Lの後継者候補として常にトップの位置にいた天才少年。本名は「Nate River（ネイト・リバー）」。
アンソニー・レスター
声 - 相沢正輝
1968年（アニメ版では1971年）1月6日生まれ（41歳→42歳、特別編では45歳、新作特別編では51歳）。身長193cm、体重84kg。血液型はO型。好きなものは俳句、嫌いなものは裏切り者。
SPKの現場指揮官を務める屈強な男性で、行動力に欠けるニアの実質の右腕を務める。本名は「アンソニー・カーター」。
元は特殊部隊の隊長で、そこからスカウトされた経歴を持つ。実直かつ落ち着いた性格で、ニアの冷静沈着な言動・困難な命令などに戸惑う場面も多々見受けられるが、そのたびに努力を惜しまず対処している。知力や推理力はニアに比べて劣るが、ニア以外のメンバーの中で唯一スパイの諜報から逃れるなど、殉職者を含めたSPKの中でも際立って有能なうえに、読唇術などの特殊技能も持つなど指揮官の名に恥じない能力の持ち主で、ニアからもっとも信頼されている。また大量の玩具の買物に行かされたり、1人で飛行機の搭乗手続きができないニアのために日米間を往復する羽目になったりと、行動力に乏しいニアの身の回りの世話もこなしている。
ハル・リドナー
声 - 渡辺明乃
演 - 関めぐみ（ドラマ版）
1980年（アニメ版では1983年）2月18日生まれ（29歳→30歳、特別編では33歳、新作特別編では39歳）。身長180cm、体重52kg。血液型はB型。好きなものは風呂、嫌いなものは蛾。
SPKのメンバー。元CIA諜報員。本名は「ハル・ブロック」。
紅一点の女性捜査員。ヨツバ事件で彼女の知人がキラによる被害を受けており、仇を取る目的もあってSPK入りを志願した。キラ捜査の任務に忠実で仕事をそつなくこなすが、一方メロとも接触し情報を提供するなど、諜報員らしく立場に縛られず結果を追求する柔軟な思考を持つ。キラ捜査の一環として高田清美の護衛となり監視する。雑誌記事に取り上げられるほどの美貌を誇る。
ドラマ版では、警視庁捜査一課第二捜査支援の刑事で、キラ対策室のメンバーとして登場。偽名の「日村 章子（ひむら しょうこ）」を名乗る。ほかのメンバーとは異なり、もともと総一郎の部下ではなく、キラの殺しの方法を探るため総一郎に「連続殺人事件の犯人の手がかりを見つけた」と話し、「捜査本部に入れていただけないか」と直談判した。Lの死後、粧裕を誘拐し、電話での会話で総一郎にデスノートを要求する。交渉では、黒幕だったメロの乱入もありノートの奪取に成功するも、ノートに名前を書かれ月にノートを奪い返されアジトで手榴弾により自殺する。事件解決時、実は元FBI捜査官でLに命を救われた経験があり、Lに忠誠を誓い彼の指示のもとに捜査本部に潜入したLの切り札であったことが明かされた。
ステファン・ジェバンニ
声 - 高橋広樹
1982年（アニメ版では1985年）9月1日生まれ（27歳→28歳、特別編では31歳、新作特別編では36歳）。身長182cm、体重61kg。血液型はA型。好きなものはボトルシップ、嫌いなものは理不尽な上司。
SPKのメンバー。黒髪の年若そうな風貌の捜査員。本名は「ステファン・ラウド」。
もともとの所属先は不明だが、将来を嘱望された若手のエリートで、その能力を買われスカウトされた。アメリカでは通信システムやレーダーなどコンピュータ関連のオペレーションを担当していたようだが、日本に入ってからは聞き込みやXキラ・魅上の尾行を担当する。
ボトルシップという趣味からも分かる通り人並み外れた手先の器用さを持ち、魅上の尾行の際には鍵開けに加え、魅上がびっしり字で埋め尽くしたデスノートの完璧な複製さえ一晩でこなしてみせた、キラ事件解決の陰の功労者。なおジェバンニが魅上の筆跡を真似して偽装したページ数の概略は以下の通り。魅上がデスノートを受領したのは2009年11月27日で、104話「答」において、ニアが （高田清美に切り離したノートで犯罪者の裁きを代行させていたので）2009年12月11日分から2010年1月26日分までノートが使用されていないと述べていることから、筆跡の偽造が必要なページは「2009年11月27日～12月11日の間に魅上が1日1ページずつ記した分」と「2010年1月26日に魅上が記した分」となる（先所有者の弥海砂が使用したページについては、証拠隠滅のためにそれを切り離してからデスノートを魅上に郵送したのか、もしくはそのままノートに残っていたのか作中で言及されていないので不明）。
夜神月の死から3年後の世界が舞台である特別編では登場しているものの、唯一ニアの前に姿を現しておらず、セリフもない。
エリクソン・ガードナー
SPKのメンバー。メイスンと同じく恰幅のいい中年男性の容姿（ただしメイスンはスキンヘッド）をしている捜査官。本名は「エリクソン・トーマス」。
メロのマフィアが送り込んだスパイによる内部機密漏洩の煽りを受ける。
ジョン・マッケンロー
声 - 小柳基
SPKのメンバー。FBI捜査官。本名は「ラリー・コナーズ」。
総一郎にノートを所持していると思い接触するが、逆に本名を月に調べられることになる。
イル・ラット
SPKのメンバー。CIA捜査官。本名は「ショーン・ダンリービー」。
実はメロが所属するマフィアが送り込んだスパイであり、デスノートの存在やSPKの情報をマフィアに流していた。
アニメ版では、メロのスパイという描写はなく、正式なSPKメンバーの一人として描かれている。
漫画版・アニメ版ともにデスノートの力で自殺している。
ドラマ版では未登場であるが、その代わり、彼にハルと伊出の要素を加えた日村が登場する。
アドルフ・タッカー、ジョン・スカイナー
SPKのメンバー二人。リライト2でのみ登場。デスノートによって犠牲となった。

### メロと関係者
メロ
声 - 佐々木望（アニメ版）/ 優希美青（ドラマ版）
1989年（アニメ版では1992年）12月13日生まれ（19歳→20歳）。身長171cm、体重52kg。血液型はA型。好きなものはチョコ、嫌いなものは自分より優れたもの。
イングランド・ハンプシャーのウィンチェスターでLの後継者を育てるためにワタリが建てた孤児院ワイミーズハウスで育った。Lの後継者候補として常にニアに次ぐ位置にいた。一人称は「俺」。本名は「Mihael Keehl（ミハエル・ケール）」。
金髪のおかっぱ頭に、目つきの悪い青年。黒いエナメル素材の奇抜でスタイリッシュな服装をしている。板チョコを常にかじっている。作中で負傷し、顔に大きな傷を負う。
行動力、思考、雰囲気など、ニアと比べて対照的な人物である。孤児院にいたころ、ニアに負け続けていため負けず嫌いであり、自分より優れた者、特にニアに対しては徹底して対抗心を見せる。目的達成のためなら犯罪行為も行い、感情的になりすぎて大切なことをおろそかにすることもある。良心的な面もあり、ノートと人質の交換ではフェアなやり方で進めたり、マットの犠牲を悔やんだりしている。後述の高田を拉致した際にも身ぐるみを剥ぎ取る代わりに毛布を渡したが、これが裏目に出てしまった。
Lの死後、ロジャーの「ニアと二人でLを継いだらどうか」という提案を断り、ニアにLの後継者の座を譲って行方をくらました。その後、「ニアよりも先にキラを捕まえ、一番になること」すなわち「自分の上に立つものを排除する」目的から、ロッド・ロス率いる米国マフィアの上位組織に敵対組織のボスの首を手土産に加入し、ファミリーの頭脳となる。キラによるマフィア壊滅後は同じワイミーズハウスの出身者であるマットとコンビを組み、リドナーとコンタクトをとりながらキラを追い、キラを間接的に追い詰めていく。
月とニアの直接対決の直前に高田清美を拉致するも、事前に月からメロの本名を聞いていた高田によって、長野県の軽井沢町付近の教会にてノートの切れ端に名前を書かれ、2010年（アニメ版では2013年）1月26日に死亡。遺体は自殺した高田とともに身元不明として発見された。メロの行動によって魅上が動いたことが、ニアの勝利に結びつき、月とLの対決から幕を開けた約7年の長きに渡る闘いおよびキラ事件は終結することになる。
実写映画版では登場しないが、同作から10年後を描いたオリジナルドラマ『NEW GENERATION』では竜崎の口から名前のみ登場。『バクマン。』の4コマではチョコレート繋がりでゲスト出演している。本作品のノベライズである『ロサンゼルスBB連続殺人事件』では語り手を務める。
ドラマ版ではニアのもう一つの人格として最初から登場。ニアが持っている人形を介して会話している。原作と違い、挑発的でヒステリックな言動が目立ち、ニアにLやキラの抹殺をそそのかす過激な性格をしている。Lの死後、デスノートを入手するため日村と結託して粧裕を誘拐、自身もニアの体を乗っ取るふりをして月を追い詰める。日村の自殺と総一郎殺害の罪をなすりつけられたことに憤りを感じ、月らキラ軍団に暗殺をしかけることで精神的に追い詰め、模木たちの協力で月を倉庫内に案内させ、キラを追い詰める最後の仕上げをニアに託した。

#### マフィア
キラの裁きによって犯罪が激減した世界を牛耳る組織犯罪グループ。アメリカ国内で活動しており、法の盲点を突いて証拠をほとんど残さずに数々の凶悪犯罪に手を染め、時には部下に罪を押し付けるというトカゲの尻尾切りを行っていることから、警察でも迂闊に手が出せない。また、メロが加わったことから利用されながらも多貴村警察庁長官や夜神粧裕の誘拐とそこから得たデスノートでSPKメンバーの大量殺戮などを引き起こし、さらに発展していくことになる。その後は月による海砂の死神の目を使った策略にて、ほとんどのメンバーの素性が割れたため、メロを除き、リーダーのロッド・ロスをはじめとしたほとんどのメンバーはデスノートと日本捜査本部のアジト急襲によって死亡し、組織は崩壊した。
ディレクターズカット版および実写作品では一切登場しない。
ロッド・ロス
声 - 相沢正輝
1968年（アニメ版では1971年）4月13日生まれ（41歳）。身長190cm、体重85kg。血液型はB型。好きなものはテキーラ、嫌いなものはサッカー。
マフィアグループの首領で、警察さえも迂闊に手が出せない存在。本名は「ドワイト・ゴードン」。
非常に大柄な体格と、スキンヘッドの威圧的な外見をしている。性格は冷酷非情で、メロ同様に目的のためなら手段を選ばない。1年半前に大胆な手段で入り、組織の発展に大いに貢献してきたメロに絶対的な信頼を寄せる。小説版『L change the worLd』では7月23日22時30分（海砂の書き間違い）に刑務所内で心臓麻痺で死亡。
ジャック・ネイロン
声 - 松山タカシ
1973年（アニメ版では1976年）2月23日生まれ（36歳）。身長168cm、体重50kg。血液型はAB型。好きなものは赤毛のアン、嫌いなものはメロ。
マフィアグループのメンバー。本名は「カル・スナイダー」。
麻薬および武器密売容疑で4度の逮捕歴を持つ（ただし、いずれも証拠不十分や保釈金により釈放された）。1987年にロスの率いるマフィアグループに入り、活動する。一時デスノートの所有権を偶然得ることとなり、メロとロスに脅され死神・シドウと死神の目の取引をする羽目になり、寿命が縮まりながらも重用されることとなる。月にデスノートで操られて、アジトの所在を知らせてしまう。
目の取引で視力が上がったにもかかわらずなぜか眼鏡を着用。
ザック・イリウス
マフィアグループのメンバー。
月の妹・粧裕誘拐の際に日本捜査本部にノート交換の取引のため、総一郎に取引場所へと誘導させる。取引が終了したあと、用済みとみなされ飛行機の中で心臓麻痺で死亡。
グレン・ハンフリーズ
ロッド・ロスの片腕に当たる人物。本名は「ラルフ・ベイ」。
組織の古株として活動してきた実績を持つ。月に顔と名前を知られる。
ラシュアル・ビッド
ロッド・ロスの片腕に当たる人物。本名は「アル・ミーム」。
グレン同様、片腕としては優秀な人物。月に顔と名前を知られる。実は写真集『L File No.15』の書き下ろし漫画のエピソードにて、幼少のLに捕縛された経験がある。
ロイ
マフィアグループのメンバー。
キラによるメンバー全滅後にメロと同様生き残り、彼とともにデスノートを奪われまいと逃走を図るも、日本捜査本部の突入により阻止される。
スキア
声 - 近藤広務
マフィアグループのメンバー。
彼もまたキラによるメンバー全滅後にメロと同様生き残り、デスノートを奪われまいと抵抗するも、ロイ同様日本捜査本部の突入により阻止される。
ホセ
マフィアグループのメンバー。
デスノートにメロの名前を書こうとしている総一郎を背後からサブマシンガン（原作ではVz 61、アニメ版ではUZI）を発砲して致命傷を負わせるが、日本捜査本部の相沢が隠し持っていた拳銃・ニューナンブM60で射殺される。
アンドリュー・ミラー
マフィアグループのメンバー。
組織が保管していた薬物を横流しし、私腹を肥やしていたが、やがてそのことで粧裕とデスノートとの交換取引の際、ノートの効力を試すための実験台にされる。その際「使えない奴だったが初めて役に立った」といわれる。
Y462
マフィアグループのメンバー。本名は不明
粧裕とデスノートとの交換取引を総一郎と行った人物。ノートによる効力を試し、本物だと分かったあと、粧裕の解放と引き換えにノートの強奪に成功するが、ロスによって過去に犯したミスとともに帳消しにすると称してヘリコプターごと爆破されてしまった。

#### マフィア壊滅後の協力者
マット
声 - 西村朋紘
1990年（アニメ版では1993年）2月1日生まれ（19歳）。身長168cm、体重52kg。血液型はO型。好きなものはテレビゲーム、嫌いなものは外出。
メログループのメンバー。本名は「マイル・ジーヴァス」。
マフィア壊滅後、メロが独自のキラ捜査のために加えた新たな助勢者。特徴としてボーダー柄のシャツに革ジャンを着用し、常にゴーグルを着用しており、タバコを吸っている。素顔は不明だが、アニメ版の設定資料によれば端正な顔立ちである。常にゲームをしているため外出を嫌い、世の中に関心がない。メロからはそれなりの信頼を置かれているが詳しいことは不明。彼とは離れて活動することが多く、おもに模木と海砂の監視や尾行などを行っているが、ゲームに夢中で監視対象を見逃したり、最期もキラ信者の暴走を見抜けなかったりと、詰めの甘い面も目立つ。月の手で新たにキラの代弁者となった高田の拉致に加担するが、護衛していた高田のボティガードに射殺された。2010年（アニメ版では2013年）1月26日没。ディレクターズカット版の総集編では生き延びている。
作品中では語られていないが、ニア、メロに次ぐワイミーズハウスのNo.3。
メロ以外のおもな登場人物は、彼の存在を一切知らない。

### キラ崇拝者
過激派キラ信者
出目川に率いられ、大群でニューヨークのマンハッタンにあるSPK本部のビルに攻め入る。
特に、キラ崇拝の域を超えて本来とは逆の考えを持って暴徒化した者や強制的に参加させられた者、単に暴動を楽しんでるだけの者たちばかりであり、その心理を利用したニアの作戦によって襲撃は失敗する。
ニューヨーク市警の警官隊に扮したSPKの私兵と衝突した。
影のキラ信者
原作最終話のみ登場する静かにキラを崇拝する集団。詳細もほとんど不明の集団である。「ラストに登場する少女がミサでは？」という説が一部囁かれたが作者自身により否定されている。アニメ版には登場しない。

### マスコミ（第二部）
2009年の夏からキラの裁きがさらに勢いを増したことで、ほとんどのマスコミもキラを正当化する報道を行い、その影響を受けて世論もキラを支持する方向へ傾いていった。
各テレビ局もキラから世間に本意を告げる代弁者としてキラに選ばれるために、政見放送を行う。

### アメリカ政府
デイビッド・ホープ
アメリカ合衆国大統領。
2009年、デスノートを入手するためにニアを中心としたSPKの設立を承認した人物。日本捜査本部からノートを奪ったメロにSPKの情報を提供するよう脅迫される。その後、助けを求めたL（月）に利用され、特殊部隊でマフィア壊滅とノート奪還を試みるが失敗。そのため口封じにキラの手で操られ、拳銃自殺する。
アニメ版では未登場。小説版『L change the worLd』ではキラ抹殺のため関東に小型核ミサイルを撃ち込もうとするもLにデスノートで脅迫され、奪還は失敗。
ジョージ・サイラス
声 - 田原アルノ
アメリカ合衆国副大統領。
ホープ大統領の死により臨時大統領に就任。
指導者としての器は小さく、あっさりとキラに屈してSPKを解散させ、キラ（月）にSPKの機密情報をリークする。その臆病な姿勢からニアに「チキンどころかウジ虫以下」とこき下ろされる。
アニメ版ではデイビッドが登場しないため、大統領であるかのように描かれている。上記の小説版にも登場。

### その他（第二部）
多貴村 管一（たきむら かんいち）
警察庁長官。
メロのマフィアグループに誘拐され、拷問を受けて日本捜査本部に保管されてあるデスノートの存在を明かすも、口封じにキラの手で操られ、ネクタイで首吊り自殺をする。
イサク・ガザン
中東を拠点に活動しているホープ米大統領直属の特殊部隊隊長。本名は「ジョー・モルトン」。
L（月）に協力した大統領の命令でメロからノート奪還のため、多くの部下たちとともにマフィアのアジト奇襲作戦に出る。メロからデスノートを返したいがために彼に利用された死神・シドウの手でヘルメットを外され、顔を知られたうえに部下もろともシドウのノートによって心臓麻痺で殺害される。
アニメ版では未登場。
ロジャー・ラヴィー
声 - 大竹宏
1939年（アニメ版では1942年）4月29日生まれ（65歳→71歳）。身長169cm、体重49kg。血液型はA型。好きなものは昆虫図鑑、嫌いなものは子ども。
キルシュ・ワイミーが建てたLの後継者を育てる孤児院ワイミーズハウス院長。
キルシュ・ワイミーと深い親交がある。Lの死をニアとメロの二人に伝える。原作最終回では、ワタリの後を継いで2代目として活躍している姿が描かれた。孤児院院長だが子ども嫌い。『L change the worLd』では彼に若干似ている孤児院長がクライマックスに登場している。
カイル・ブロック
成田発ロサンゼルス行き旅客機SE333便の機長。
15年間パイロットを務めるベテラン。メロのマフィアグループに買収され副機長を縛りつけたあと、粧裕とデスノートの交換取引の際に成田国際空港の管制塔からの指示を無視して取引場所へと誘導させる。その後、用済みとみなされてロサンゼルス空港に着陸後に心臓麻痺で死亡。

## 死神
当作品の死神とは、死神界からデスノートを用いて、人間界の人間の生命をもっぱら奪う。人間の本来の寿命からその分の生命を奪うことにより生きている存在。
リューク
声 - 中村獅童（アニメ版・実写映画版）/ 福島潤（ドラマ版）
演 - 吉田鋼太郎（舞台版）
夜神月が拾ったデスノートの持ち主の死神。退屈しのぎに人間界にノートを落とし、ノートの最初の所有者である月に憑き、何をするわけでもなく月の行動すべてを傍観することを楽しみとしている。彼は、月の側にもLの側にもなく、月の行動の単なる観察者としてのみ立っている。また、自身の持つリンゴへの執着と人間によるタバコやお酒への中毒を同じようなものだとして月に説明している点や実際の作中での奇行から、リンゴに対する中毒症状を持っていると思われる。
レム
声 - 斉藤貴美子（アニメ版）/ 池畑慎之介（実写映画版） / 恒松あゆみ（ドラマ版）
演 - 濱田めぐみ（舞台版）
弥海砂にデスノートを与えた死神。
ジェラス
声 - 松山ケンイチ
レムが弥海砂に与えたノートの以前の持ち主。海砂に恋心を抱き、寿命を伸ばすという死神のルールに反したことで消滅した。
シドウ
声 - 矢尾一樹
最初に夜神月が拾ったノートの、本来の持ち主。リュークは遺失物として死神大王に預けられていた彼のノートを、自らのものと偽って受け取っていた。
ミードラ
キラ事件から3年後、殺す人間を観察する目的で、Cキラにデスノートを拾わせ、裁きをさせている死神。作中ではリンゴではなくバナナを大量に食べていた。
死神大王
死神界の頂点に立つ死神。特別編において姿が描かれている。
アニメ版のDVD【13】ではフィギュア化されている。

## 読み切り版の人物
鏡 太郎（かがみ たろう）
読み切り版の主人公。いじめに遭っている気の弱い内気な中学1年生。たまたま拾ったデスノートに日記を書いてしまったことで、怪事件に巻き込まれていく。彼の容姿が魅上のモデルとなった。
三浦（みうら）
内気な中学1年生。鏡のクラスメイト。鏡と同じく不良たちからいじめに遭っていた。

## 実写映画版の人物
秋野 詩織（あきの しおり）
演 - 香椎由宇
前編のみの登場。月の幼馴染。同じ大学に通う女子大生であり、彼とは恋人関係にもある。家族構成は不明だが、母親の存在が劇中で確認できる。
真面目で少し融通の利かない性格。検察官を目指しており、キラの裁きを悪と批判している。自らは「犯罪は法律で裁くべき」だと考えている。終盤で月により、デスノートに名前を行動とともに書かれ、欧名美術館で南空ナオミに銃撃され、月に看取られながら絶命する。その際、月とキスを交わして微笑みかける描写から、彼に対する想いは真剣だった模様。自分がキラではないという証拠を月がLに見せつけるための犠牲にされる形になった。
実写映画版の宣伝ポスターでは海砂を睨みつけているが、本人同士は面識がない（詩織だけはバスジャック時に海砂の存在を認知している）。
本作品の監督を務めた金子修介は、容姿や性格などは大きく異なるものの、「原作に登場したユリをもとにキャラクターを作った」と発言している。
挿入歌「真夏の夜のユメ」シングルCD初回限定版ジャケット（夜神月とセット）と『DEATH NOTE OFFICIAL MOVIE GUIDE I』のポスターで小畑健書下ろしの詩織のイラストが描かれた。
佐伯（さえき）
演 - 津川雅彦
警察庁長官。日本の捜査本部を開き、夜神総一郎を責任者に指名する。
キラ崇拝に傾く世論とは裏腹に成果を挙げられず、捜査状況も黙秘する捜査本部に苛立ちを覚えていた。キラ事件の真相を総一郎から聞き、キラの死は非公表にすると決意した模様。メロに誘拐された多岐村長官と違い、月に殺されていない。
佐波（さなみ）
演 - 小松みゆき
キラ捜査本部のメンバー内における、紅一点の刑事。松田と行動をともにすることが多いが、特別な感情はない。
弥海砂が第2のキラ容疑で監禁・尋問されたとき、彼女に同情していた。ミサを力で手錠するなど、刑事の実力はなかなかのものである。『L change the worLd』では余命が幾ばくもないLに同情していた。
フルネームは不明。
松原（まつばら）
演 - 中原丈雄
前編のみの登場。ICPOなど海外の国際機関に駐在している刑事。夜神総一郎とは同期。Lのノートパソコンを携帯していたワタリを警視庁に案内してきた。
西山 冴子（にしやま さえこ）
演 - 上原さくら
後編のみの登場。さくらTVのニュースキャスター。出世欲が強く、出目川とは愛人関係にあり、高田をライバル視していた。最期は彼女によりデスノートに名前を書かれ、交通事故死した。
吉野 綾子（よしの あやこ）
演 - 前田愛
後編のみの登場。さくらTVの社員で、高田の隣のデスク。高田とは懇意で、西山の台頭に憤っていた。
日比沢 有介（ひびさわ ゆうすけ）
演 - 渡来敏之
奈良県出身。31歳。連続強盗殺人犯。警察に追われ逃走中通行人の女性を人質にした直後に心臓麻痺で死亡した。
背多 活矢（せた かつや）
ODA事業を隠れ蓑にし、臓器売買マフィアから賄賂を受け取った容疑を懸けられている政治家。自宅から出てきてマスコミの質問攻めを受けているところを心臓麻痺で死亡した。
丸雄 武詩（まるお たけし）
演 - 滝直希
殺人犯。裁判で無罪判決を受けたらしく、裁判所から出てきところを殺した被害者の遺族の非難を受けマスコミの質問攻めを受けて「審判は下ったんだよ」と反省のない発言をした直後に心臓麻痺で死亡した。議員の息子。
井間泉 弘道（いまいずみ ひろみち）
消費者金融業者に銃を持って立てこもった強盗犯。多額の借金があり借金に困って犯行に及んだ。月に名前を書かれ死亡。
松ノ家 直紀（まつのいえ なおき）
月がハッキングした警視庁の犯罪者リストに登場。偽造パスポートをマフィアに販売していた。近所の住民の通報で逮捕されるもなぜか不起訴処分となっている。
太村 要一（たむら よういち）
演 - 加々美正史
原作の「海砂の家族を殺した強盗」に相当する人物。繁華街の路上にて突然変死する。
坂城良 太郎（さぎら たろう）
演 - 藤田正則
原作の「海砂を殺そうとしたストーカー」に相当する人物。海砂が出演している料理番組のAD。海砂と無理心中を図ろうとするも、ジェラスにノートに名前を描かれ、心臓麻痺で死亡する。
貸間山 徹（かしまやま とおる）
原作の「Lに監視されている間に月が殺した犯罪者」に相当する人物。「身内 沢霞（みうちざわ かすみ）」という少女を誘拐し殺害した犯人。取調べ中に心臓麻痺で死亡した。
那蚊山 清彦（なかやま きよひこ）
少女惨殺事件の犯人。逃亡中だったが、殺した少女の弟の10歳の誕生日に渋谷区田代町で死亡した。キラ（月）の計らいなのかは不明。
青木 琢磨（あおき たくま）
少女惨殺事件で姉を殺された少年。10歳の誕生日に犯人が死にテレビで「天国にいるお姉ちゃんがキラ様にお願いして誕生日プレゼントをくれたんだと思います」と泣きながらコメントした。
夏恵（なつえ）
演 - 東海林愛美
粧裕の友人。さくらTV祭りに粧裕と一緒に行くが、第2のキラ騒動が起きたときに、粧裕に自分がキラ派であることを告白し失望された。
脇田 真砂子（わきた まさこ）
演 - 小山田モナ
クラブの同僚のホステスを殺害し逃亡中の犯人。高田に殺された。
志度原 厳太（しどはら げんた）
演 - 吉田勢生
原作の白場（火口＝ヨツバキラに殺された白バイ隊員）に相当する人物。さくらTVに向かう高田を交通違反で捕まえたが名前を書かれ心臓麻痺で死亡した。なお、この役を演じたスタントマンは『週刊オリラジ経済白書』で登場した。

## 特別編
Cheapキラ
夜神月の死から3年後、2013年に現れたキラ。死神ミードラによってデスノートを与えられ、新たなるキラとして、高齢者や自ら死を希望した者を殺す。ペンを持った手と目だけが描かれており、容姿、性別などは不明だが、部屋には大量のバナナの皮（ミードラがバナナを食べまくるため）が散らばり、アニメや特撮キャラのフィギュアらしきものが置かれていた。
Cheapキラ（Cキラ）とはニアが「Cheap（安っぽい）」という意味でつけた蔑称であり、彼には「（認めるわけではないが）曲がりなりにも世界を変えようとしたキラと、そのキラと命がけで戦ったLにも失礼だ」とクズ呼ばわりされている。ニアはその人物像を「病に苦しみ死にたがっている祖父などを殺したのがきっかけで、それを善と勘違いしてしまった若者」「もしくはデスノートを手にしたことでキラを気取っている馬鹿」と推察している。テレビに写った自ら死を懇願した青年2人を殺すなど世間に自身の存在をアピールするが、Lことニアには相手にされず、彼から送られた「人殺し」という言葉によって心を折られる。真っ青になり3日間茫然自失になった後、奇声を上げ自らノートに名前を書き死亡。その後ノートはミードラを経てリュークに渡った。
田中 実（たなか みのる） / ミノル
『ジャンプスクエア』掲載の読み切りの主人公。日本在住の高校生で、中学在学中にIQテストで3年連続全国1位をとるほどの高い知性を持つが、学業は苦手で英語のテストで赤点をとっている。性格は用心深く、約束を重んじている。
2017年、IQテストでの評判を耳にしたリュークに目をつけられ、以前Cキラが使っていたノートの所有者になる。所有者になるにあたり、リュークからキラこと月がどうノートを使ってきたかを教えられるが、セキュリティが強化された現在では月のようにノートを活用することはできないと考え、むしろノートの存在を疎んじて「ノートを穏便に処分する方法」を考案、世間の様子見のため「2年後にまた来い」とリュークに言いつけ所有権を放棄する。
その約束通り高校進学後の2019年5月にリュークと再会し「デスノートをオークションにかけ、その利益を60歳以下の不特定多数に分配する」という方法で処分、かつ自分は一切足がつかずに大金を得てノートの所有権を放棄するが、ノート売買を知り激怒した死神大王の意向によって「人間界でデスノートを売買した者は死ぬ」というルールが新たに設けられ、リュークが田中実との「どんなことがあっても今後二度と会わない」という約束を律儀に守った結果、新ルール「ノートを売った人間は金を受け取った時に死ぬ」を知ることがないままヨツバ銀行ATMで金を受け取った途端に心臓麻痺で死亡。
その後、彼の名前はリュークのノートに記されている月の名前の下に書かれた。
事態を静観していたニアにはa（auction）キラと呼ばれ、非常に用心深く動き捜査すらさせることなく目的を遂げたことから「とんでもなく頭がいい」「Lになってから初めて負けた」と彼に言わしめた。

## ドラマ版の人物
鴨田 マサル（かもだ マサル）
演 - 柾木玲弥
月の大学の同級生で親友。月と同じく「イチゴBERRY」のファン。
高校時代に佐古田からいじめを受けており、出所した彼に恐喝を受けるが、佐古田が月によってデスノートに名前を書かれて死亡したため、結果的には月に救われた。第5話から海砂に好意を寄せられるようになった月に強い嫉妬心を見せるようになった。
諸水 千智（もろみず ちさと）
演 - 大沢ひかる
月の大学の同級生。熱心に「イチゴBERRY」のライブに行く鴨田にやや呆れている。
平本 研輔（ひらもと けんすけ）
演 - 守谷勇人
月の大学の同級生。
小木曽 猛（おぎそ たけし）
演 - 野仲イサオ
総一郎の上司で捜査一課管理官。典型的な日和見主義者で上司の顔色をうかがってばかりいる。相沢からは陰で悪口を言われていた。
ニュース番組で第二のキラが出した脅迫に対して、郷田とともに偽名で会見に臨んでキラとの協力を否定する声明を出したために海砂の怒りを買い、ノートに名前を書かれ心臓麻痺で死亡した。その時の偽名は「小久田 聡（おくだ さとし）」。
郷田 健二（ごうだ けんじ）
演 - 小久保丈二
小木曽の上司で刑事部長。娘にキラ容疑をかけられたため、Lに対して憤りを顕わにした。小木曽が死亡した会見での偽名は「郷澤 誠也（ごうさわ せいや）」。
真島 弘樹（まじま ひろき）
演 - 松嶋亮太
月のアルバイト先「大衆酒蔵 酔の助」の店長。
北野 マコ（きたの マコ）
演 - 橘希
「イチゴBERRY」に所属する人気アイドルで愛称は「マコ」。
工藤 芹夏（くどう せりな）
演 - 真凛
「イチゴBERRY」に所属する人気アイドルで愛称は「セリナ」。
志茂部一朗（しもべ いちろう）
演 - 中原裕也
「イチゴBERRY」のマネージャー。
佐古田 源武（さこた げんぶ）
演 - 出合正幸
月の高校時代の同級生。学校内では札付きの不良であり、最近まで少年刑務所に入っていた。鴨田に月のバイト先で金銭の恐喝をし、月にも「以前から気に食わなかった」と因縁をつける。
その後、バイクを運転している最中、（デスノートを本物だと信じていなかった）月によってデスノートに名前を書かれたことで心臓発作を引き起こし、そのまま踏切で走行中の電車に衝突し死亡する。しかし彼を忌み嫌っていた同級生からは喜ばれたため、月が犯罪者の粛清を始める動機の一つとなった。
裕木田 努（ゆうきだ つとむ）
演 - 崎本大海
弥海砂の警備員を務めている青年。リュークから海砂の寿命が近いことを知らされた月が、彼女にそのことを知らせようとしたことがきっかけで月と知り合い、連絡先を交換する。
しかし、内心では海砂に対して独占欲に近い歪んだ愛情を抱いており、彼女に危険を知らせようとした月のことも「海砂のストーカー」と決めつけ、偽のスケジュールを伝えていた。本来ならば彼こそが海砂が命を落とすきっかけだった。
恐田によるバスジャック事件と同じ日に、海砂の自宅前の階段で彼女を待ち伏せて詰め寄るも、抵抗する彼女に平手打ちされたことで逆上、突き飛ばし転落させてしまう。その後、意識を取り戻した海砂によって仰向けになったまま死んでいるところを発見される。死因について、当初は「自動車に轢かれたことによる事故死」とされていたが、第5話におけるレムの発言や、裕木田が車に轢かれる前後の様子を目撃していた人物の証言から、「海砂が転落事故に遭った直後に、彼女に好意を寄せる死神・ジェラスによってデスノートに名前を書かれたことで心臓発作を起こし、胸を押さえつけながら歩いたまま車に轢かれて亡くなった」ことが判明した。またLも、「裕木田が亡くなった」とだけ聞かされた時には、心臓麻痺で亡くなった（キラに殺された）と考えていた。
月、海砂と接点を持ちつつ心臓麻痺で死んだのはジェラスによるまったくの偶然なのだが、結果として彼の死がLの月と海砂の関係への疑念を増幅させる。
隅田（すみだ）
演 - 迫田孝也
東目黒署の警部補。裕木田が亡くなった一件において、彼が亡くなる前に月からの着信があったことに疑問を感じ、総一郎を伴って月に事情聴取をする。
油多川 博喜（ゆだがわ ひろき）
演 - 牧田哲也
魅上がデスノート奪取のために雇った男。元々は探偵事務所の調査員だったが資金を使いこんで逮捕され、証拠不十分による釈放後は詐欺紛いの投資を行う組織で働いている。
森の中で月が埋めたノートを海砂が掘り返している所を襲撃し、ノートを奪って多額の報酬と引き換えに魅上に引き渡した。そのことが警察に露見したことで逃走を図り、ほとぼりの冷めたころを見計らって自室に戻ったが、そこでニア（メロ）と遭遇、自首を勧められ揉み合っているうちに胸を押さえ死亡する。
メイソン・フジヤマ
演 - 一ノ瀬ワタル
メロの部下のスキンヘッドの男。粧裕を攫い、銃を突き付けて捜査本部にデスノートを要求した。粧裕の証言からフルネームが判明し、月の指令を受けた海砂により、仲間全員の名前と潜伏先の住所を自白させられた末に誰にも見つからないような場所まで誘導され心臓麻痺で死亡する。
周宇威峰（シュウ・ウリフー）、エイデン・ハンクス
演 - 大山竜一、河津浩滉
メロの部下。アジトへの突入直後に、月の命を受けた魅上により殺害される。